# Saint-Nic
Pour les articles homonymes, voir Nic.
Saint-Nic [sɛ̃nik] (en breton : Sant-Vig) est une commune du département du Finistère, dans la région Bretagne, en France.

## Géographie
La commune fait historiquement partie du pays Glazik, et plus localement du Porzay. Elle est située à l'entrée sud de la presqu'île de Crozon.

### Description
| - Carte topographique de la commune de Saint-Nic. |

| Argol              | Argol      | Trégarvan |
| Baie de Douarnenez | Saint-Nic  | Dinéault  |
| Baie de Douarnenez | Plomodiern |           |

La commune de Saint-Nic, s'étend depuis les flancs sud-ouest du Ménez-Hom; le sommet principal, haut de 315 mètres, se trouve dans la commune de Dinéault, mais le sommet secondaire dénommé « Hielc'h », haut de 298 mètres, est situé en Saint-Nic et forme le point le plus élevé du finage communal, en pente orientée vers le sud-ouest ; les pentes, assez fortes par endroits, forment plusieurs gradins descendant progressivement vers l'Océan Atlantique. Seule la partie la plus à l'ouest, autour du hameau de Leuré, est relativement plane, formant un plateau vers 60 mètres d'altitude.
Le bourg est situé vers une soixantaine de mètres d'altitude. Il est situé à une certaine distance de la côte, sur un plateau : c'est là une caractéristique commune à de nombreuses communes littorales bretonnes (par exemple à Argol, Crozon, Plomodiern, Ploéven, etc..) les premiers immigrants bretons fixèrent le centre de leurs plous à l'intérieur des terres, probablement par crainte des pirates saxons.

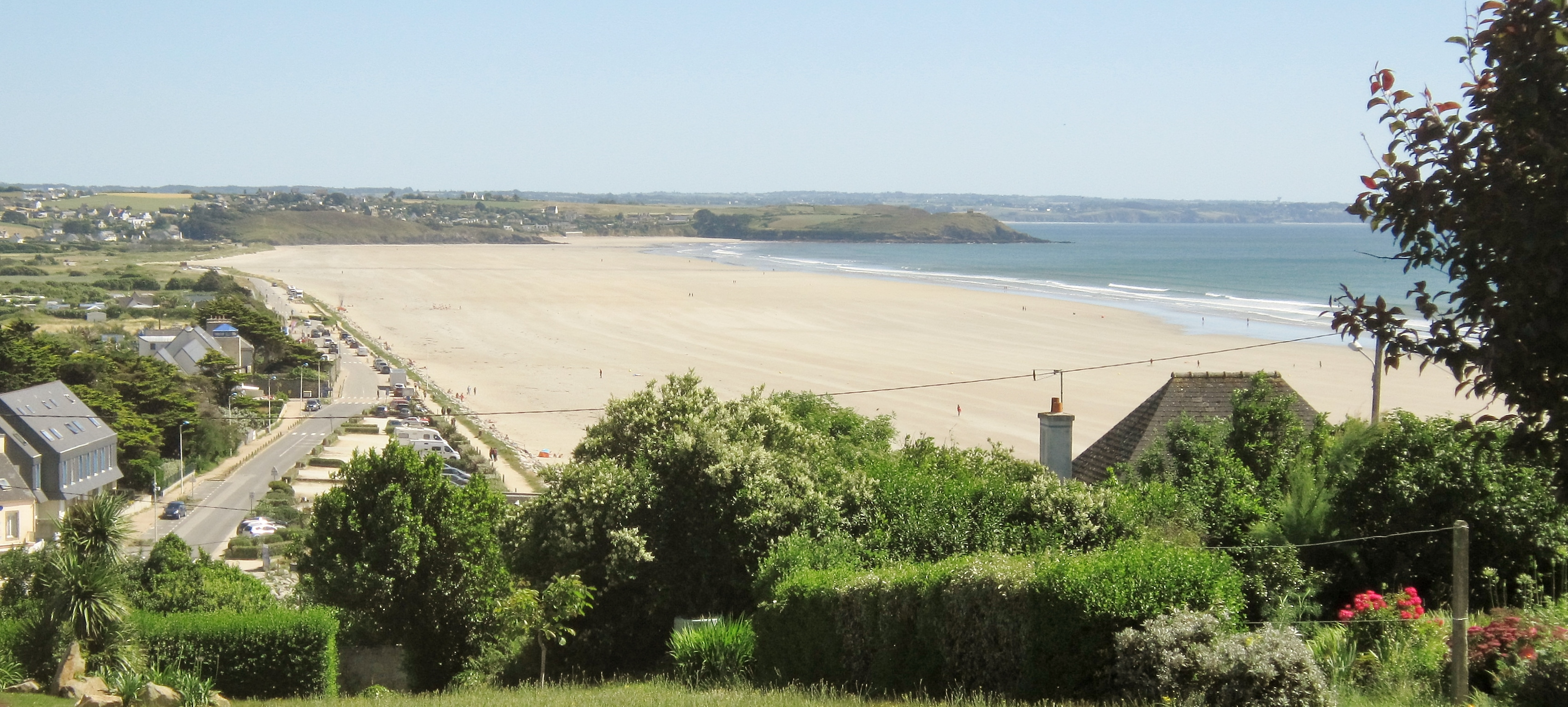
La plage de Pentrez à marée basse vue du carrefour entre la route des falaises et celle en direction de Crozon.

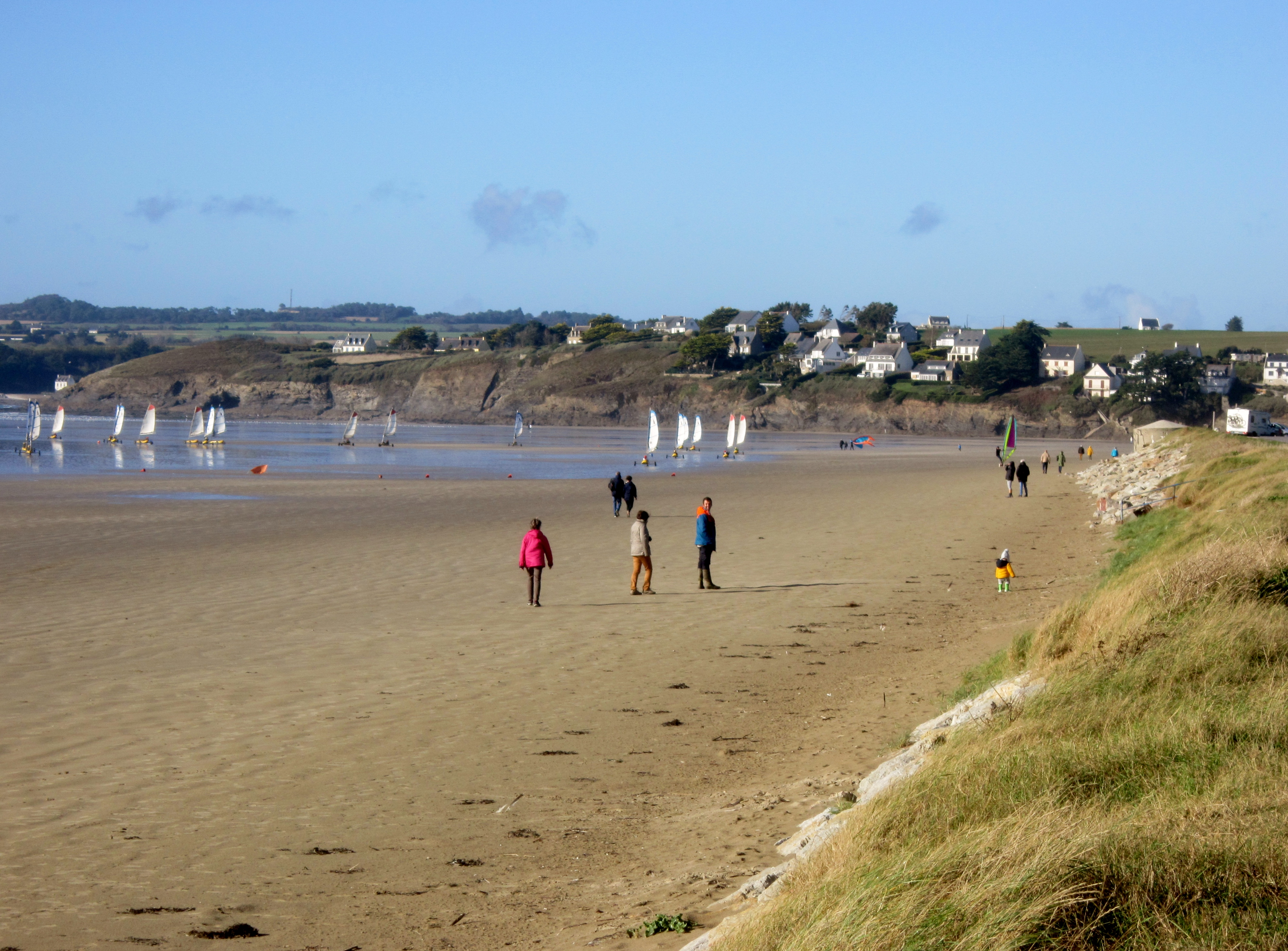
La plage de Pentrez à marée basse.
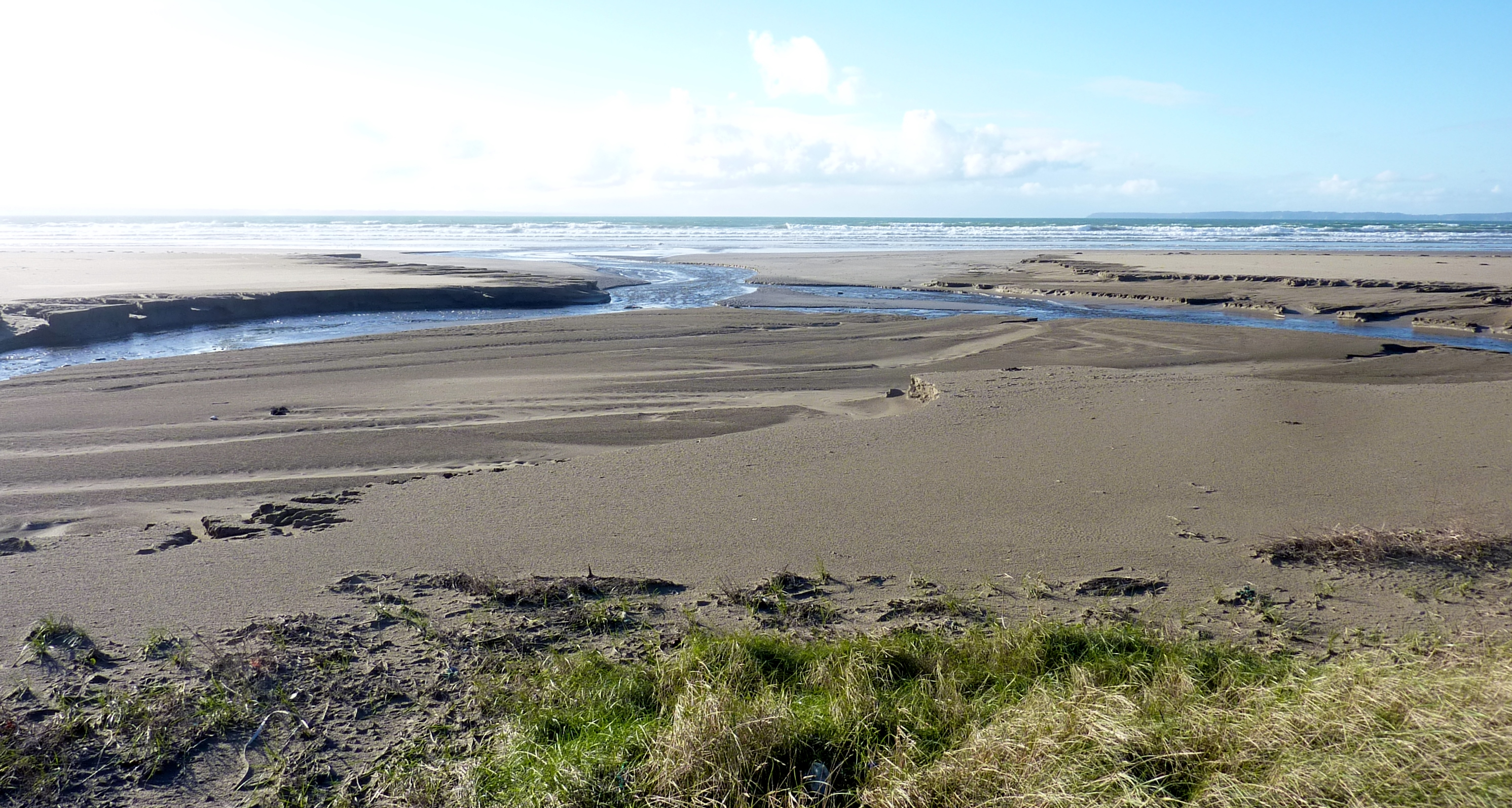
La plage de Pentrez à marée basse en plein hiver à la limite entre Saint-Nic et Plomodiern (plage de Lestrevet).
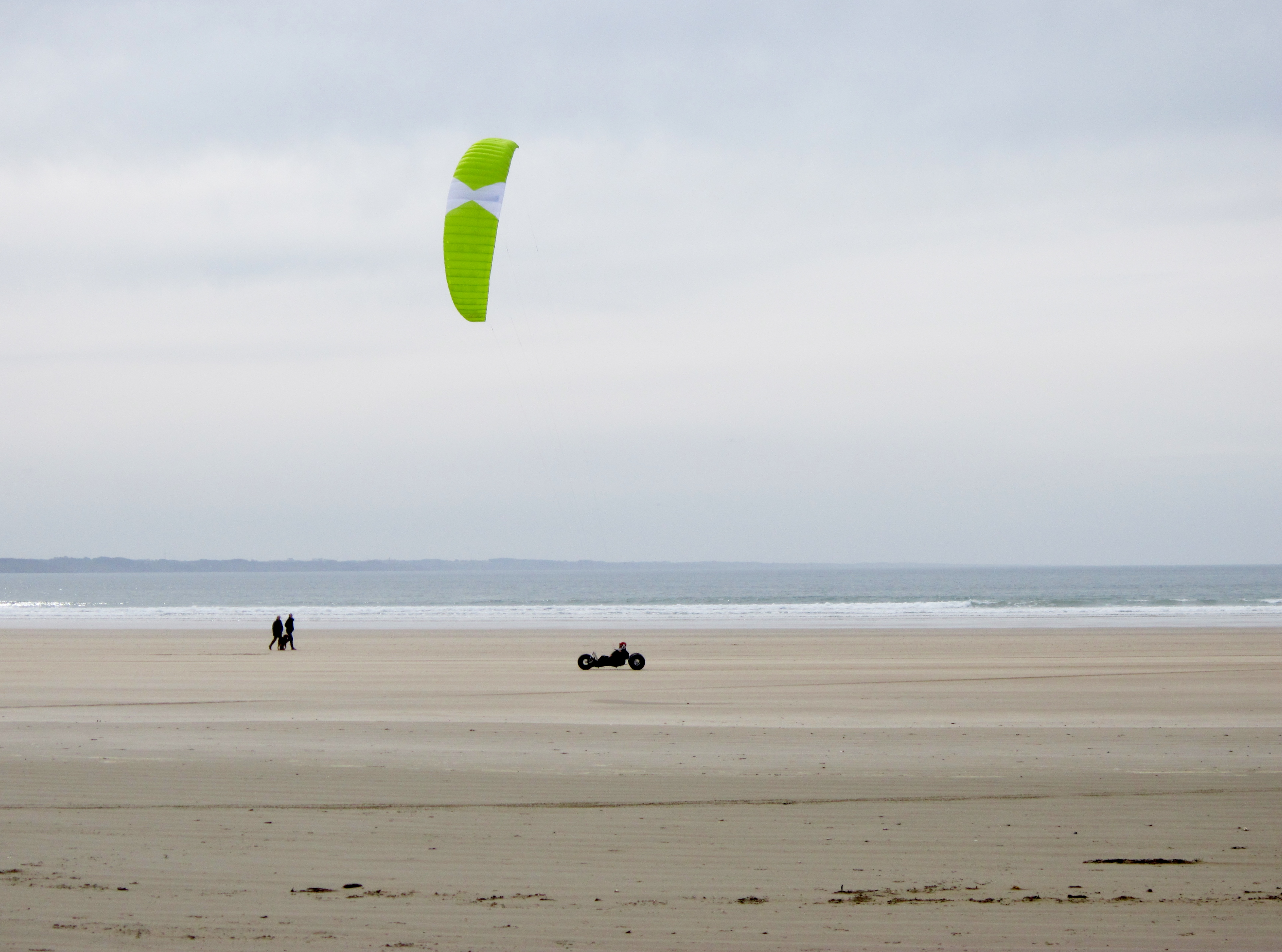
Char à voiles sur la plage de Pentrez.

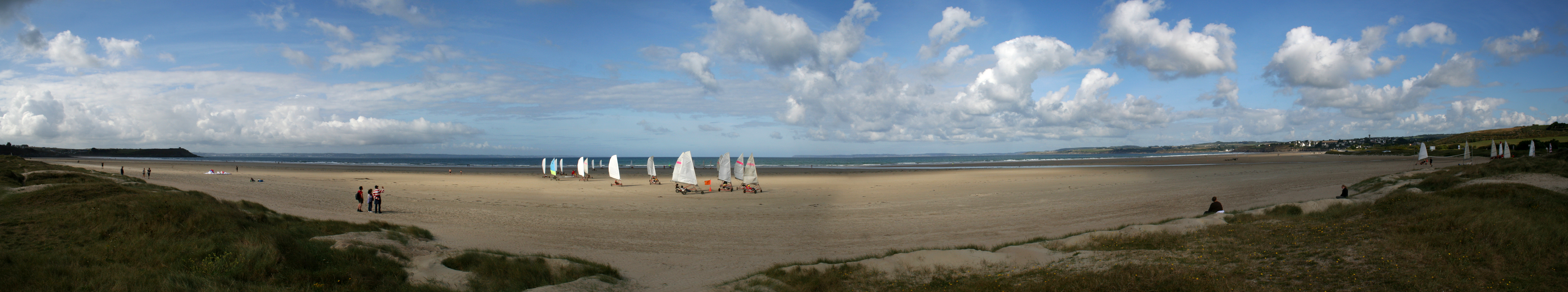
Vue panoramique de la plage de Pentrez.

De minuscules fleuves côtiers dévalent les pentes : celui de Cameros forme la limite communale avec Argol ; le ruisseau de Creac'h Milin occupe une position relativement centrale dans la commune, passant à l'ouest du bourg et se jetant dans l'Océan Atlantique au nord de la plage de Pentrez ; un autre, encore plus modeste , forme la limite avec Plomodiern, séparant la plage de Pentrez de son prolongement méridional, la plage de Lestrevet, située donc en Plomodiern , le tout étant dénommé « La Lieue de Grève ».
Le littoral présente un aspect très contrasté entre la plage de Pentrez, découvrant largement à marée basse, et bordée de dunes de faible hauteur (7 mètres maximum) et d'une zone marécageuse dans sa partie sud d'une part, et les falaises atteignant jusqu'à 38 mètres d'altitude situées entre le nord de la plage de Pentrez et la plage de Caméros, de part et d'autre de la pointe de Kéréon.

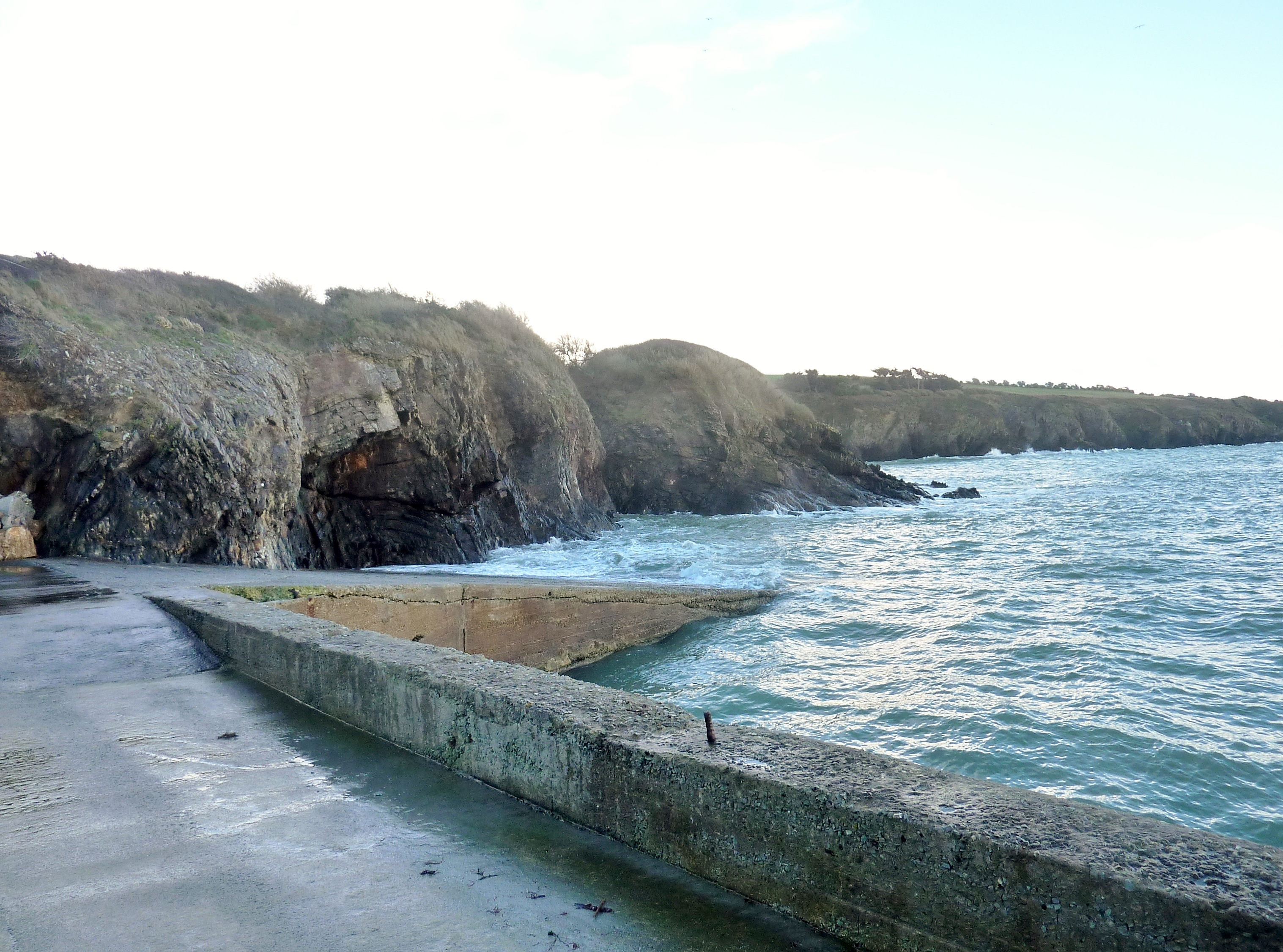
Falaises et grottes au sud-est du petit port de Cameros (situé au premier plan) à marée haute.
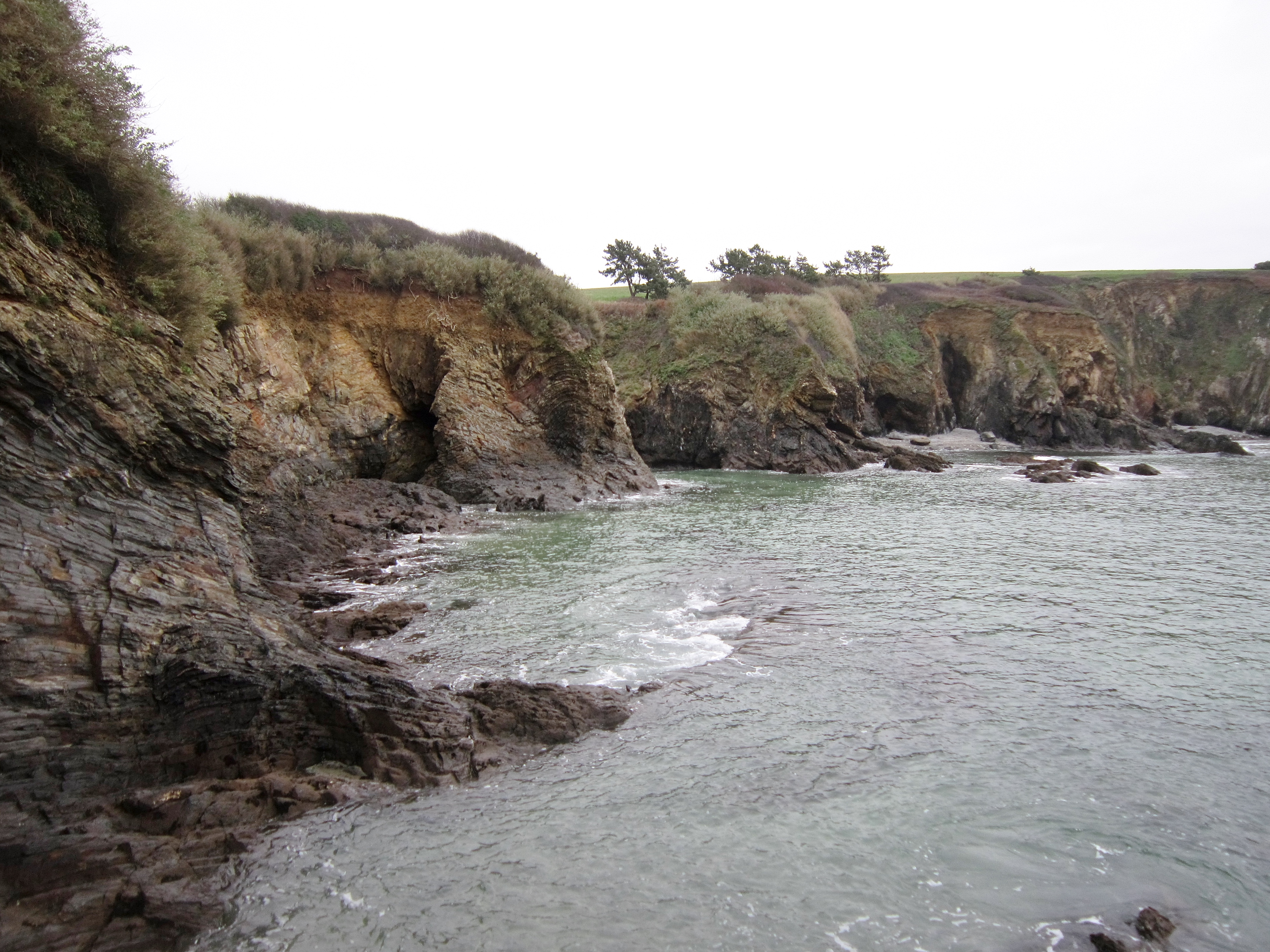
Falaises et grottes au sud-est du petit port de Cameros.
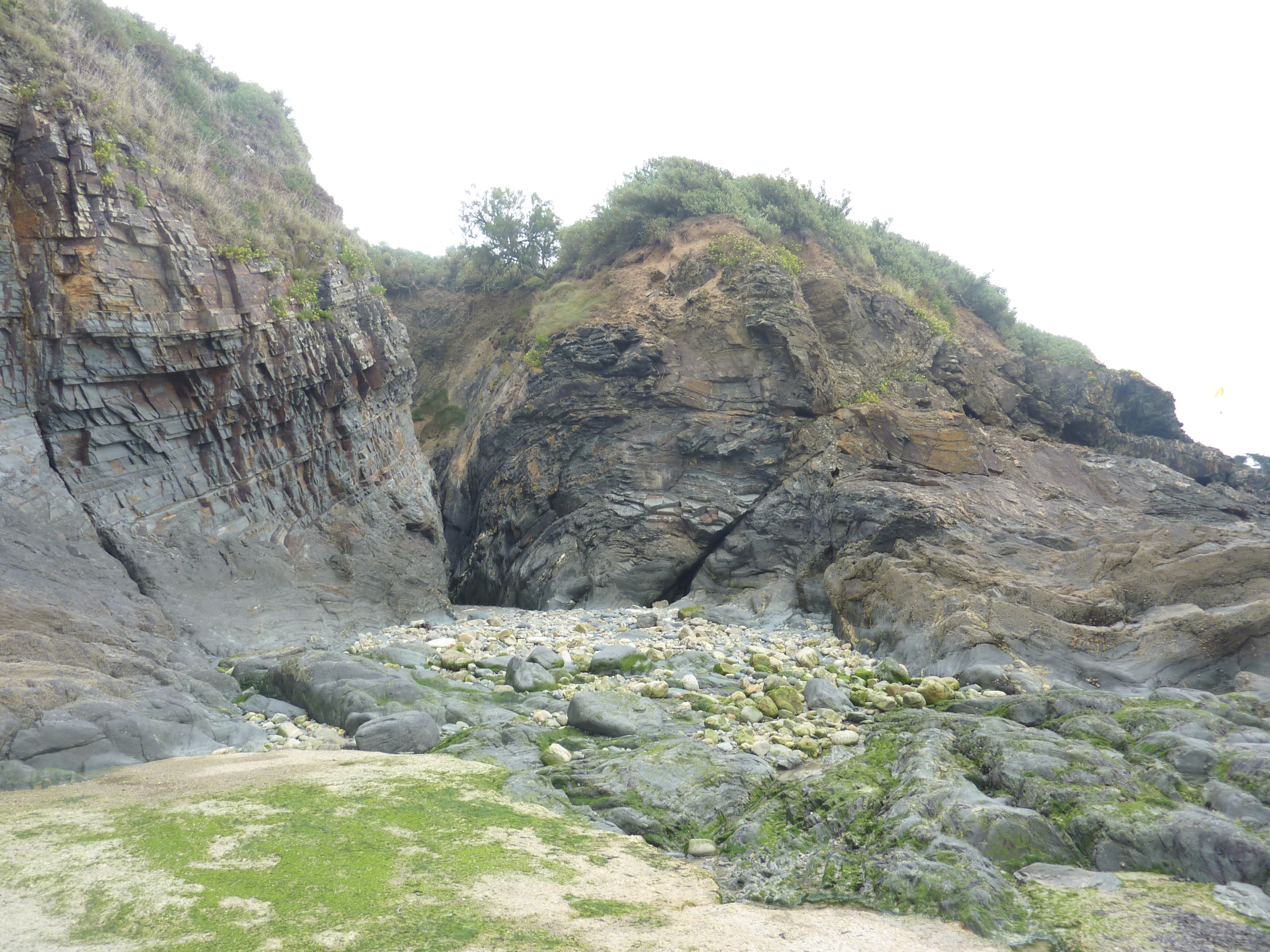
Saint-Nic : anticlinal dans une falaise bordant la plage de Cameros.
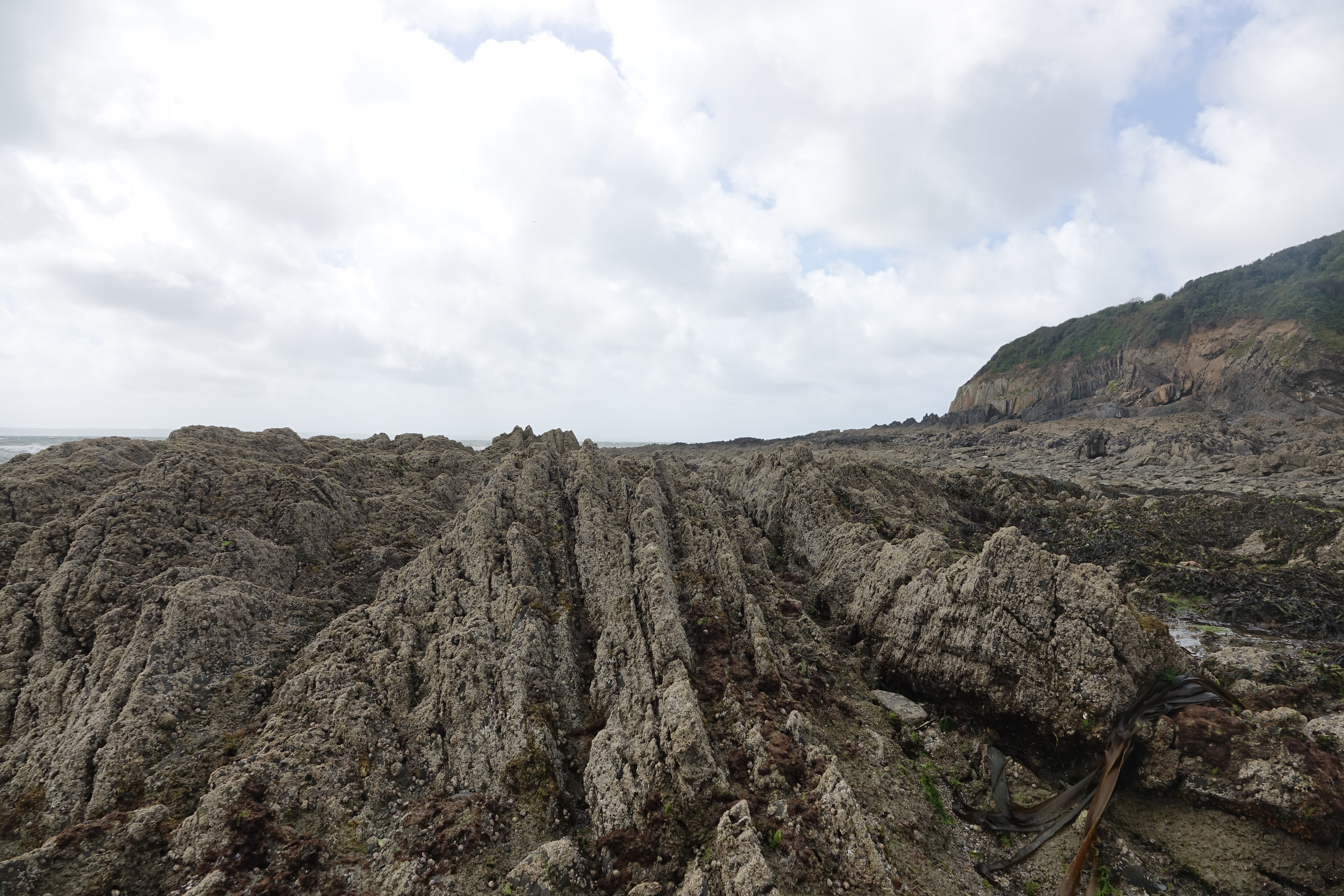
Roches plissées à la verticale dans la falaise à Cameros.
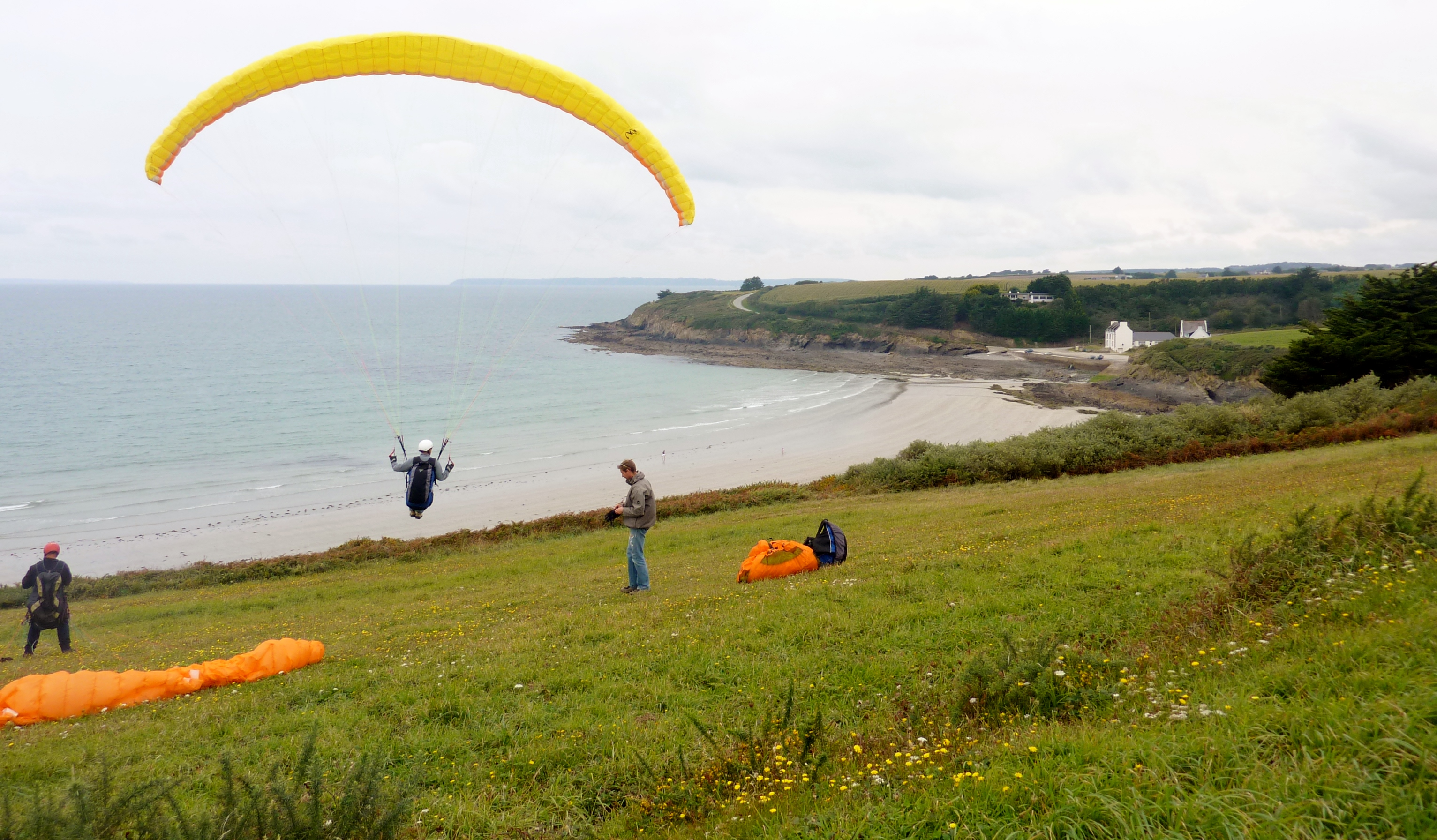
Saint-Nic : parapente près de Pentrez sur le site de Cameros.

### Habitat
Toute la partie nord et nord-est du territoire communal est inhabitée, couverte de landes et de bois, en raison de l'altitude et des pentes ; le hameau le plus élevé est celui de Kergoat Côme, à 167 mètres d'altitude. La partie centrale du finage communal présente un habitat rural dispersé en hameaux et fermes isolées. Le bourg a modérément grossi avec la création de quelques lotissements au nord du bourg ancien.
L'urbanisation balnéaire s'est concentrée en bordure de la partie nord de la plage de Pentrez, autour des hameaux de Bernal, Kervengard et Pors Moreau ; plusieurs commerces, notamment des restaurants, et des campings, ont été créés le long de cette plage.

### Transports
La partie nord de la commune est traversée par la D 878 (ancienne route nationale 787) qui, venant de Châteaulin, contourne par le sud-ouest le massif du Ménez-Hom, avant de poursuivre en direction de Crozon. Le bourg de Saint-Nic est relié à cet axe routier via la D 63 en direction de Crozon et la D 108 en direction de Châteaulin.
La route longeant la plage de Pentrez correspond à une ancienne voie romaine, puis à la route royale (le tracé passait alors sur la Lieue de Grève elle-même) allant de Quimper à Lanvéoc en direction de Brest , via la traversée de la Rade de Brest. Cette route, inadaptée à un trafic routier important de transit en raison de son étroitesse et de sa traversée de la zone balnéaire de Pentrez est toutefois encore très empruntée car elle reste l'itinéraire le plus court pour aller de Quimper à Crozon.

### Climat
Pour des articles plus généraux, voir Climat de la Bretagne et Climat du Finistère.
En 2010, le climat de la commune est de type climat océanique franc, selon une étude du CNRS s'appuyant sur une série de données couvrant la période 1971-2000. En 2020, Météo-France publie une typologie des climats de la France métropolitaine dans laquelle la commune est exposée à un climat océanique et est dans la région climatique  Finistère nord, caractérisée par une pluviométrie élevée, des températures douces en hiver (6 °C), fraîches en été et des vents forts. Parallèlement l'observatoire de l'environnement en Bretagne publie en 2020 un zonage climatique de la région Bretagne, s'appuyant sur des données de Météo-France de 2009. La commune est, selon ce zonage, dans la zone « Littoral », exposée à un climat venté, avec des étés frais mais doux en hiver et des pluies moyennes.  
Pour la période 1971-2000, la température annuelle moyenne est de 11,2 °C, avec  une amplitude thermique annuelle de 10,9 °C. Le cumul annuel moyen de précipitations est de 1 063 mm, avec 16,3 jours de précipitations en janvier et 8,1 jours en juillet. Pour la période 1991-2020, la température moyenne annuelle observée sur la station météorologique la plus proche, située sur la commune de Lanvéoc à 16 km à vol d'oiseau, est de 12,2 °C et le cumul annuel moyen de précipitations est de 1 030,1 mm,. Pour l'avenir, les paramètres climatiques de la commune estimés pour 2050 selon différents scénarios d’émission de gaz à effet de serre sont consultables sur un site dédié publié par Météo-France en novembre 2022.

## Urbanisme

### Typologie
Au 1er janvier 2024, Saint-Nic est catégorisée commune rurale à habitat dispersé, selon la nouvelle grille communale de densité à 7 niveaux définie par l'Insee en 2022.
Elle est située hors unité urbaine. Par ailleurs la commune fait partie de l'aire d'attraction de Pleyben - Châteaulin, dont elle est une commune de la couronne,. Cette aire, qui regroupe 18 communes, est catégorisée dans les aires de moins de 50 000 habitants,.
La commune, bordée par la mer d'Iroise, est également une commune littorale au sens de la loi du 3 janvier 1986, dite loi littoral. Des dispositions spécifiques d’urbanisme s’y appliquent dès lors afin de préserver les espaces naturels, les sites, les paysages et l’équilibre écologique du littoral, tel le principe d'inconstructibilité, en dehors des espaces urbanisés, sur la bande littorale des 100 mètres, ou plus si le plan local d’urbanisme le prévoit.

### Occupation des sols

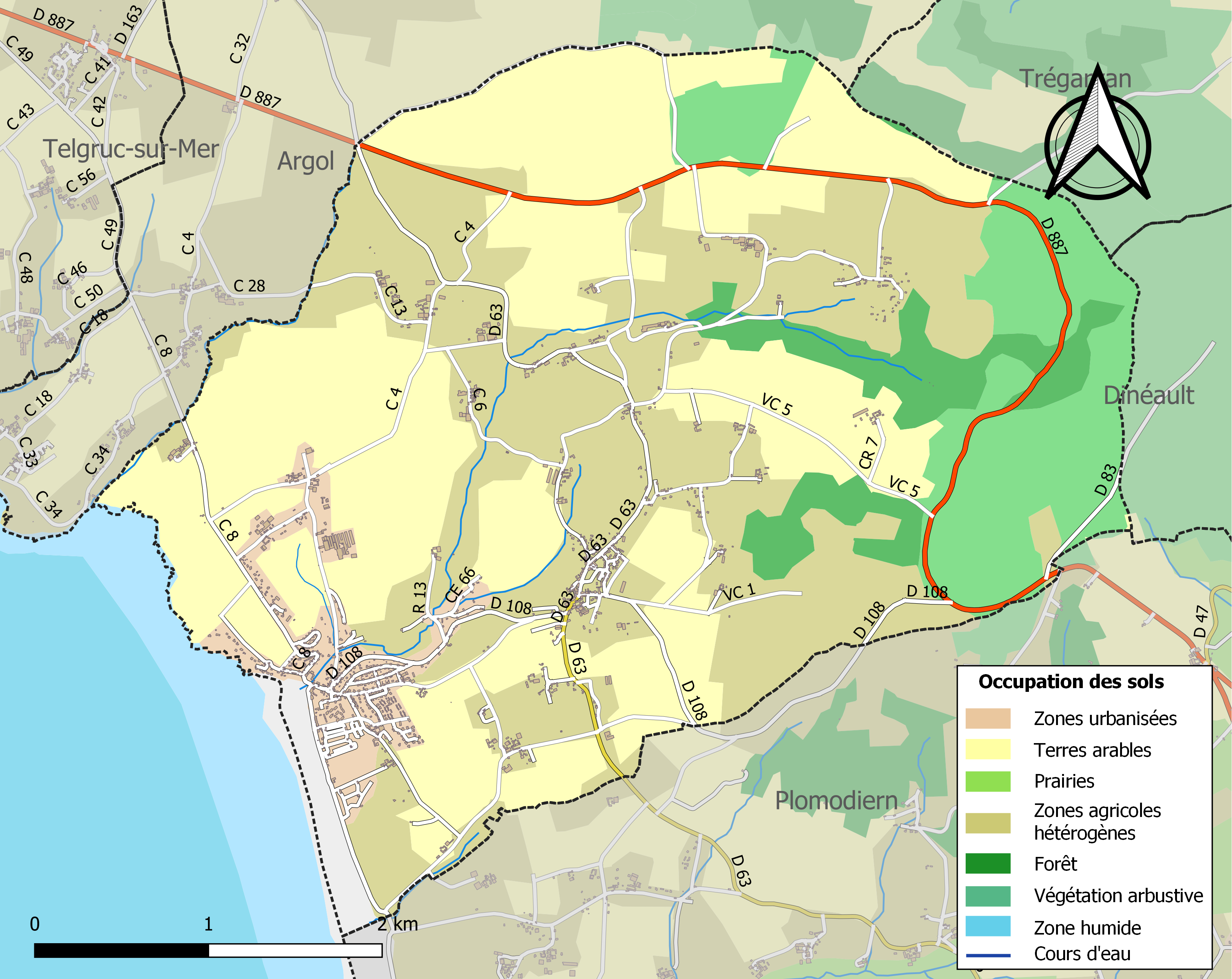
Carte des infrastructures et de l'occupation des sols de la commune en 2018 (CLC).

L'occupation des sols de la commune, telle qu'elle ressort de la base de données européenne d’occupation biophysique des sols Corine Land Cover (CLC), est marquée par l'importance des territoires agricoles (76,9 % en 2018), une proportion sensiblement équivalente à celle de 1990 (76,4 %). La répartition détaillée en 2018 est la suivante : 
terres arables (40,4 %), zones agricoles hétérogènes (36,6 %), milieux à végétation arbustive et/ou herbacée (12 %), forêts (5,7 %), zones urbanisées (5 %), espaces ouverts, sans ou avec peu de végétation (0,2 %), zones humides côtières (0,1 %).
L'IGN met par ailleurs à disposition un outil en ligne permettant de comparer l’évolution dans le temps de l’occupation des sols de la commune (ou de territoires à des échelles différentes). Plusieurs époques sont accessibles sous forme de cartes ou photos aériennes : la carte de Cassini (XVIIIe siècle), la carte d'état-major (1820-1866) et la période actuelle (1950 à aujourd'hui).

## Toponymie
Le nom de la commune proviendrait du nom d'un saint breton dénommé Saint Maeoc ou  saint Maëc ou saint Mayeux ou saint Mieux ou saint Mic ou saint Nic. Le nom de la paroisse apparaît dès le XIe siècle dans des chartes sous les noms de Plebs Sent Nic in pago Porzoed ou Plebs Sent Mic, puis au XIVe siècle sous le nom de Seinctnic, puis en 1410 sous celui de « Saint Vic » et en 1599 Saint Nic.
Le nom Pentrez provient des mots bretons pen (signifiant « cap ») et trez (« sable »).

## Histoire

### Préhistoire

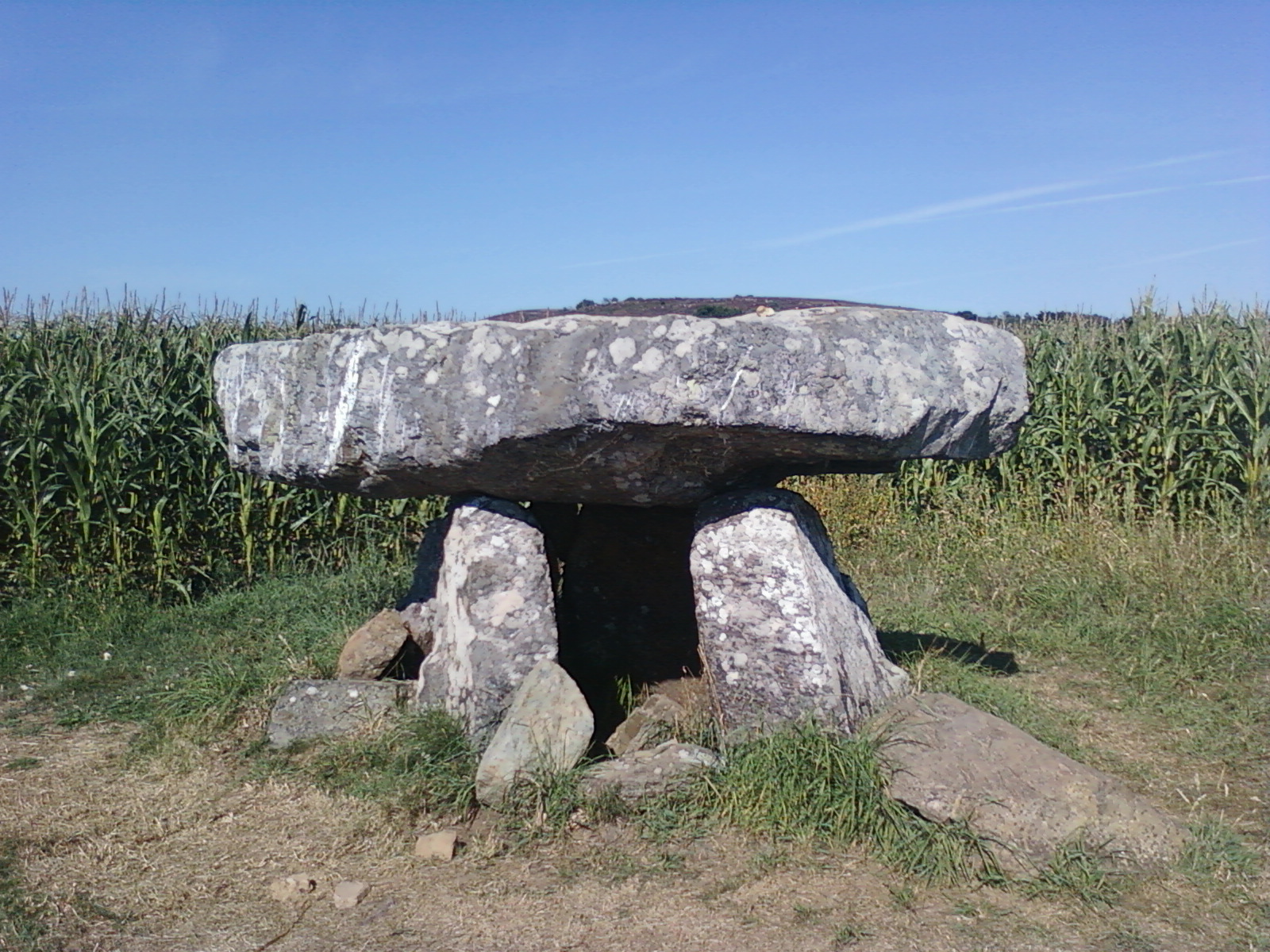
Saint-Nic : le dolmen de Menez Lié.

Le menhir de Lescorveau faisait partie d'un alignement de quatre menhirs situés à proximité et déplacés vers 1970; deux autres menhirs sont visibles, l'un au Gorrequer (haut d'environ 1,30 mètre, déplacé lui aussi, il se trouvait initialement probablement au milieu des ruines du manoir de Penhoat) et l'autre à Coathérel. Un dolmen subsiste à Menez Lié.

### Antiquité
Des vestiges gallo-romains, notamment d'une saunerie, ont été découverts à Pentrez. Une construction gallo-romaine (un poste d'observation ?) située à mi-hauteur de la falaise exposée au sud située au nord de la plage de Pentrez est signalée comme « ayant été emportée par la mer, avec une partie de la falaise » en 1872.

### Moyen Âge
Des historiens ont attribué au roi Gradlon la fondation de l'abbaye de Landévennec : dans un texte fort peu connu, Bachelot de la Pylaie a retrouvé à Plomodiern, c'est-à-dire sur les bords de l'ancienne palud, le souvenir d'un usage caractéristique en vigueur à la veille de la Révolution : « Nous rencontrons, au bord des sables de Pentrez, une grande roche (...) sur laquelle chaque nouvel abbé de Landévennec, entouré de ses confrères et des vassaux qui ressortaient de cette maison, répétait la formule de la prise de possession selon la coutume ordinaire des bénéficiers et là, faisant face à la baie de Douarnenez, il renouvelait ainsi les témoignages de la reconnaissance que les religieux de Landévennec conservaient au roi Gradlon, le fondateur de leur monastère. (...) Cette cérémonie, et surtout l'endroit où elle s'accomplissait, viennent se joindre aux traditions pour confirmer l'existence de la ville d'Ys dans ce somptueux bassin occupé maintenant par l'océan ».
Issue d'un démembrement de la paroisse de Plomodiern, Saint-Nic dépendait du diocèse de Cornouaille.
Le fief de Kéménet [Quéménet] comprenait alors les paroisses de Saint-Nic, Plomodiern, Ploéven, Plounevez [Plonévez-Porzay] et une partie de Locronan, ainsi que Penhars.
Au XIe siècle Hoël II de Bretagne, duc de Cornouaille, fit don du village de Pentrez à la cathédrale Saint-Corentin, en reconnaissance de la victoire qu'il remporta sur les seigneurs ligués contre lui, lors de son retour d'un pèlerinage à Rome et en Terre Sainte « sur la tombe des apôtres » effectué entre 1072 et 1078 .
Une révolte paysanne (jacquerie) éclata en 1489 en Cornouaille selon les dires du chanoine Jean Moreau : ce soulèvement paysan était contre l'introduction en Bretagne voulue par la noblesse de la loi féodale française substituée à la plus libérale « coutume du pays », le bail à domaine congéable. L'événement est ainsi décrit par l'historien Jean-Pierre Leguay: « Les paysans d'une quinzaine de paroisses dont Plouyé, Plonévez-du-Faou, Plomodiern, Saint-Nic... forment une "commune" qui se donne pour but de prendre Quimper et de la mettre à feu et à sang… Il est possible que "l'effroi" ait eu comme origine le congédiement par des propriétaires citadins de fermiers et convenanciers (…). ». La répression fut rapide et brutale.
La famille de Pentrez était seigneur du dit lieu : présente aux réformations et montres de l'évêché de Cornouaille entre 1423 et 1562, elle fut reconnue d'ancienne extraction noble en 1669. Alain de Pentrez, vivant en 1481, épousa Aliette du Faou, dame de Botmel.

### Époque moderne
Trois nobles de Saint-Nic étaient présents à la montre de l'évêché de Cornouaille qui se tint à Quimper en 1562 : Morice Guermeur, Pierre Geffroy (sieur de Kermorgilly) et Hervé Goulhezre.
En 1590, pendant les guerres de la Ligue le brigandage, les loups (qui pullulaient dans les environs du Ménez Hom)et les épidémies désolèrent le pays, au point de le vider d'une bonne partie de ses habitants. La Lieue de Grève, qui servait aussi de lieu de passage pour les troupes, fut empruntée en 1594 d'abord par les troupes du maréchal d'Aumont (qui était du parti du roi Henri de Navarre, puis par celles du général espagnol Don Juan del Aguila, qui soutenait les Ligueurs en direction du fort de Crozon situé à la Pointe des Espagnols. Les deux armées repassèrent par Saint-Nic à leur retour ; le passage de ces troupes peu disciplinées n'allait pas sans graves inconvénients. Des chefs de bandes de brigands ravageaient aussi le pays.
Au XVIIe siècle la construction de l'actuelle église paroissiale, commencée au XVIe siècle, fut achevée, la chapelle Saint-Côme et Saint-Damien reconstruite, la chapelle Saint-Jean et la Chapelle-Neuve construites. Le prédicateur Julien Maunoir prêcha une mission à Saint-Nic en 1652.
Cette commune est connue pour des faits liés à la Révolte des Bonnets rouges en 1675.
Un arrêt du Conseil du roi en date du 13 mars 1742, « portant règlement pour les Toiles à voiles qui se fabriquent à Lokornan, Poulan, Plonevez, Porzay, Mahalon, Melard, Plomodiern, Ploveren, Saint-Nie [Saint-Nic], Cast, Quemeneven, Guengat et autres lieux des environs en Bretagne » ordonne « que les dites Toiles feront marquées aux deux bouts des noms et demeures des fabriquans, ou de ceux qui font fabriquer» et « marquées comme deffus de la marque du bureau [des toiles] ».
La « maladie de Brest » (le typhus) gagna en février 1758 la presqu'île de Crozon et dans les premiers jours de mars se répandit dans la subdélégation du Faou. « Le 19 mars il a déjà envahi Ploumodiern, Ploéven, Plounévez-Porzay, Locronan, Saint-Nic, Dinéaud. Le chirurgien envoyé dans cette région compte déjà 73 morts et 100 malades à Plounévez-Porzay, 117 morts et 127 malades à Ploumodiern, 35 morts à Ploéven ».

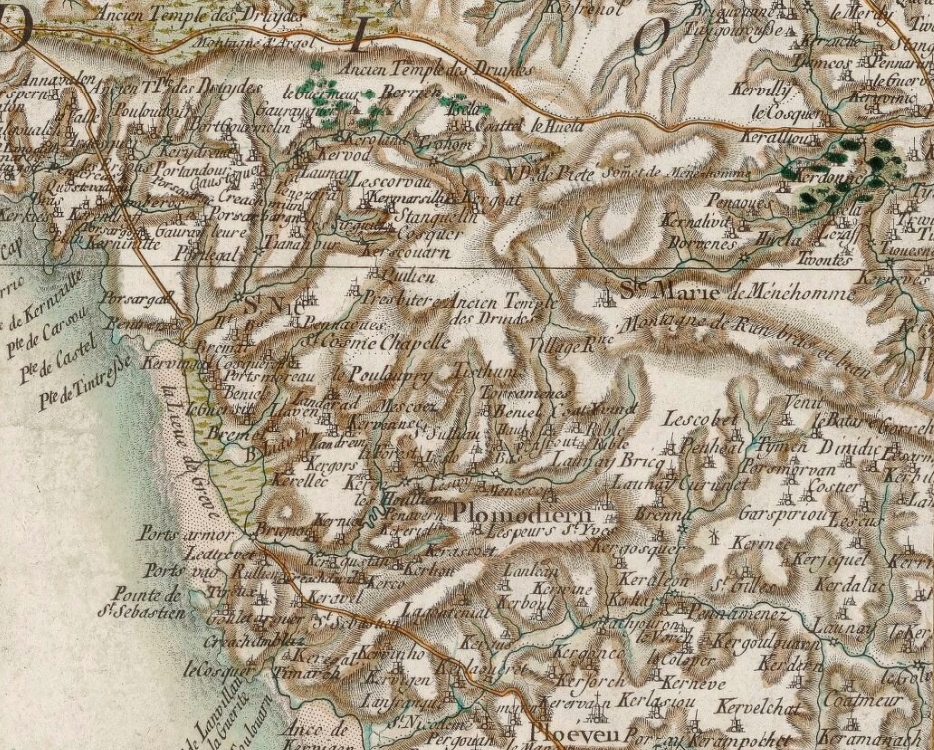
Carte de Cassini de Saint-Nic et Plomodiern (1784).

En 1759, une ordonnance de Louis XV ordonne à la paroisse de Saint-Nic de fournir 10 hommes et de payer 65 livres pour « la dépense annuelle de la garde-côte de Bretagne ».
Jean-Baptiste Ogée décrit ainsi Saint-Nic en 1778 :

« Saint-Nic ; à 6 lieues au nord-ouest de Quimper, son évêché ; à 42 lieues de Rennes et à trois lieues du Faou, sa subdélégation. Cette paroisse ressortit à Châteaulin et compte 800 communiants ; la cure est à l'alternative. Le territoire, borné au nord par les montagnes de Meneham [Ménez-Hom] qui sont pleines de rochers, au sud par une lieue de grève et à l'ouest par la baie de Douarnenez, est encore traversé par la route de Quimper à Brest, de manière qu'il n'y a qu'une partie de ce terrein [terrain] qui soit cultivée. Ajoutons à cela qu'on y remarque encore des landes qui sont assez étendues. (...). »

Dans la suite de ce texte, Jean-Baptiste Ogée décrit longuement les trois sommets du Ménez-Hom et les pratiques, y compris les sacrifices humains, qu'il attribue aux druides, ce qui a été par la suite largement contesté par les historiens.

### Révolution française
À la veille de la Révolution, Saint-Nic compte 764 habitants répartis en 128 feux. Depuis un temps immémorial deux foires importantes s'y tenaient, l'une le mardi de la Pentecôte, à Saint-Côme très probablement, l'autre le 28 septembre, au bourg (elles furent supprimées toutes deux en 1810 par décret). Joseph Charles Le Nir était alors recteur et Antoine Marie Le Hars curé de Saint-Nic.
Le 30 janvier 1791 le recteur et le curé prêtèrent tous les deux le serment de fidélité à la Constitution civile du clergé ; un vicaire, Mathurin Quiniquidec, le prêta le 30 octobre 1791. Les signes rappelant l'Ancien Régime et la féodalité furent détruits dans les églises et chapelles dans le courant de l'année 1791, notamment les blasons et armoiries, y compris ceux des vitraux. Pierre Larour, de Brenalen, devint le premier maire de Saint-Nic ; il fut aussi élu capitaine des grenadiers de la Garde nationale le 19 août 1792. Hervé Guéguéniat, de Penanvoez, devint maire de Saint-Nic. Quatre Saint-Nicais (Hervé Passéménou [Parcheminou] ; Jean Quinaou ; Corentin Passéménou [Parcheminou] et Yves Lastennet) furent volontaires pour servir dans les batteries de Quélern et Cornouaille
Les biens des émigrés de la commune (de Moëllien-Gouandour, propriétaire de Porzandour ; de Kergariou, propriétaire de Porzamborgne ; de Brézal-Tinténiac, propriétaire du manoir et du moulin de Pentrez ; de Bouteville, propriétaire du Petit-Launay ; de Kersauson ; Jacques-Etienne de Trédern, de Coativrac'h, seigneur de Guermeur) furent vendus comme biens nationaux. Le 6 messidor an II (24 juin 1794)Guillaume Le Droff, de Lessinguy, par ailleurs cultivateur et secrétaire greffier, fut nommé instituteur  dans la commune, mais il fut remplacé moins d'un an plus tard par un couple d'instituteur, lesquels ne restèrent pas longtemps et Saint-Nic resta encore sans école pendant presque un siècle.
L'abbé Corentin Parcheminou a décrit les réquisitions de froment, seigle, bois, bœufs (les paysans utilisaient des bœufs attelés à l'époque), etc.., auxquelles durent de mauvaise grâce se soumettre les habitants de Saint-Nic entre 1792 et 1794. D'autres durent servir comme canonniers gardes-côtes, notamment pour surveiller la Lieue de Grève, en raison de la Guerres de la Révolution française contre les Anglais, puis pendant les Guerres napoléoniennes.
Après la Terreur, l'abbé Hervé Calvez, de Penanvoez, fut le 26 vendémiaire an IV (18 octobre 1795) élu recteur constitutionnel de Saint-Nic.

### LeXIXesiècle

#### La première moitié duXIXesiècle
Une épidémie de dysenterie sévit en 1826 à Saint-Nic, Telgruc et Argol. « La maladie a sévi surtout aux lieux les plus humides, et dans ceux qui étaient infectés par le voisinage du fumier et de débris végétaux en putréfaction. La maladie s'est développée à une époque où des pluies continuelles venaient de succéder à une température très chaude. Elle consistait en une dysenterie qui attaquait surtout les vieillards et les enfants ; elle se compliqua souvent chez ces derniers d'une rougeole de mauvaise nature. Elle fut grave, car dans un village sur une population de 120 individus, 23 périrent en un mois et en général ma mortalité fut, dans les deux derniers mois de la maladie, double de ce qu'elle avait été dans toute l'année qui avait précédé ».
A. Marteville et P. Varin, continuateurs d'Ogée, décrivent ainsi Saint-Nic en 1845 :

« Saint-Nic (sous l'invocation de saint Nicaise, évêque) : commune formée de l'ancienne paroisse de ce nom, aujourd'hui succursale. (...) Principaux villages : Coatperle, Kermot, Porsgourmelin, Creac'h Milin, Porsargall, Porsargoff, Quilien, Kervengart. Maisons importantes : le Leuré, Pentrez. Superficie totale 1 791 hectares dont (...) terres labourables 406 ha, prés et pâturages 56 ha, vergers 2 ha, bois 69 ha, landes et incultes 1 107 ha. (...) Moulins : 8 (à eau, de Caralen, de Brenal, de Brégaler, de Guern Bihan, de Kermazily). Il y a en Saint-Nic, outre l'église, les chapelles Saint-Côme et Saint-Jean. Saint-Nic est un assez vaste territoire  où, bien que les engrais de mer abondent sur ses rives, l'agriculture est loin de progresser, et laisse encore plus de 1 100 hectares incultes. Il est vrai que la plupart de ces terrains incultes sont situés dans des montagnes où la culture serait impossible. La route de Quimper à Brest (par Lanvéoc) traverse la partie ouest de Saint-Nic et se dessine sur la grève, où elle se partage entre cette commune et celle de Plomodiern, sous le nom de lieue de grève. Au-delà est la mer. Cette route ne partage donc aucunement la commune de Saint-Nic en terres incultes et en terres cultivées, comme le dit notre auteur [Jean-Baptiste Ogée]. (...) La commune de Saint-Nic est, comme plusieurs communes du Finistère, très désolée par la gale. On l'y combat par la graisse rance et la poudre à canon. L'eau-de-vie et le poivre sont encore un remède local typiquement appliqué à toutes les fièvres. La langue française ne pénètre que difficilement dans ce pays ; mais, chose bizarre, le système décimal y a été adopté avec un extrême empressement.Géologie : grès au nord ; au sud terrain tertiaire moyen. On parle le breton. »

En 1852, J.-M.-P.-A. Limon indique que les habitants de Saint-Nic coupent tous les ans, conformément aux décisions du conseil municipal les « herbes marines » (goémon).

#### L'aménagement du passage de la Lieue de Grève
Rousseau, conseiller général, dit dans un rapport écrit en 1872 à l'intention du Conseil général du Finistère : « Actuellement , la route présente une lacune de 2 600 mètres entre l'embouchure du ruisseau de Stang-ar-Rible et le village de Pentrez : elle emprunte la grève pour franchir cet intervalle. Cet état de choses constitue un véritable danger, surtout aux époques de grande marée et pour la circulation de nuit. MM. les Ingénieurs rappellent que des voyageurs ont péri sur ce point, emportés par les vagues. De plus, aux abords de la lacune, la route actuelle présente, du côté de Quimper, une déclivité qui atteint 0,16 m par mètre, et, du côté de Lanvéoc, sur une longueur de 2 kilomètre environ, une série de pentes et contre-pentes qui dépassent 0,10 m [par mètre] ». Le programme d'aménagement de cette route fut adopté.
Du sable calcaire était extrait de la Lieue de Grève pour des besoins agricoles comme l'indique la revue « Annales agronomiques » publiée en 1878

#### La création tardive des écoles
En 1887 la commune de Saint-Nic fut dans l'obligation de construire une école publique de garçons afin de respecter la loi du 30 octobre 1886 sur les constructions d'office qui oblige les communes dépourvues d'école publique à en construire une. En avril 1872, un rapport du Conseil général du Finistère indique l'ouverture d'une école de garçons à Saint-Nic, ce qui réduit alors à 28 le nombre des communes du département encore sans école ; elle ouvrit le 6 octobre 1874, dirigée par une religieuse du Saint-Esprit. Une école de filles semble avoir existé à partir de 1863 (son existence est attestée en 1865).
Les orphelins de l'Assistance publique étaient au XIXe siècle et dans les premières décennies du XXe siècle nombreux à être élevés dans les communes de Telgruc, Argol, Saint-Nic, etc..

### LeXXesiècle

#### La Belle Époque
Adrien de Baroncelli écrit vers 1900 que « la route de Quimper traverse, à la plage de Pentrez, la Lieue de grève, partie de la route tracée dans le sable, seulement par le passage des voitures, et sur laquelle nous n'engageons pas le cycliste à s'aventurer ».
Le 26 mai 1901 un service d'automobile commença à fonctionner entre Châteaulin et Crozon : « le départ de Crozon a lieu le matin vers sept heures et le retour de Châteaulin vers cinq heures du soir. Le trajet est effectué en moins de deux heures, en desservant les bourgs de Telgruc, Saint-Nic et Plomodiern. (...) La voiture, qui est très confortable, peut contenir dix places au maximum ».

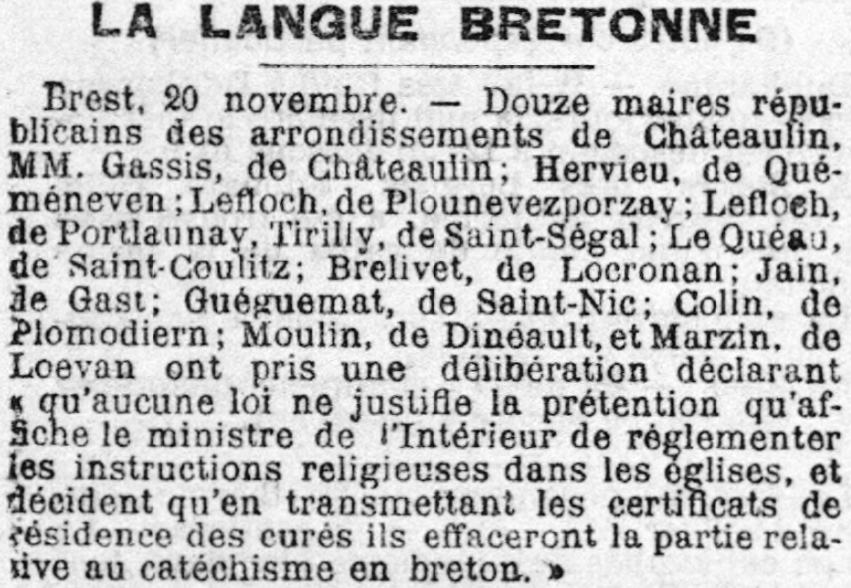
Protestation de 12 maires de l'arrondissement de Châteaulin (dont le maire de Saint-Nic) qui déclarent refuser d'indiquer sur les certificats de résidence des curés s'ils utilisent la langue bretonne lors de l'instruction religieuse (catéchisme, sermons).

En réponse à une enquête épiscopale organisée en 1902 par François-Virgile Dubillard, évêque de Quimper et de Léon en raison de la politique alors menée par le gouvernement d'Émile Combes contre l'utilisation du breton par les membres du clergé, le recteur de Saint-Nic, l'abbé Berthou, écrit que ses paroissiens « n'ont qu'une connaissance très imparfaite du français » ; il ajoute que « dans la paroisse de Saint-Nic, il n'y a que le catéchisme breton : les parents et les catéchistes ne l'enseignent que dans cette langue ».
La fermeture de l'école congrégationniste en vertu des décrets d'application de la loi sur les congrégations se produisit le 8 août 1902 : « À Saint-Nic la fermeture de l'école fut opérée par MM. Martin et Moerdès, commissaires à Brest, assistés de trois brigades de gendarmerie venues de Châteaulin, de Crozon et d'Argol ; les sœurs ouvrirent elles-mêmes les portes de l'école pendant qu'un millier de personnes les acclamaient ».

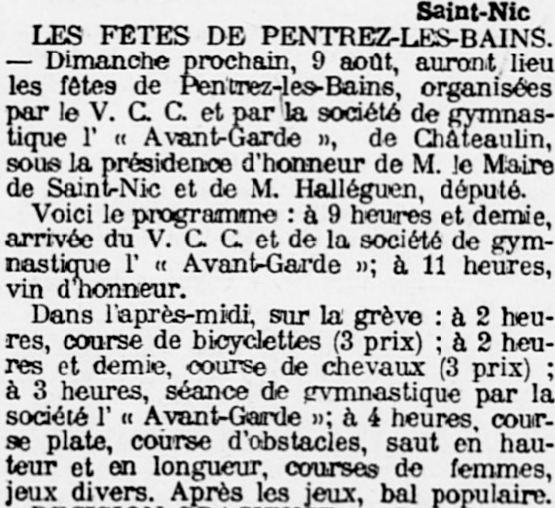
Le programme des fêtes de Pentrez-les-Bains organisées en 1908 (journal L'Ouest-Éclair du 7 août 1908).

En 1911, Paul Gruyer indique l'existence de deux petits hôtels, l'un au bourg de Saint-Nic (dénommé "À la descente des voyageurs"), l'autre à Pentrez (l'"Hôtel des Dunes"), à prix modérés, et de quelques chalets, loués deux cents francs par mois environ dans cette « petite station balnéaire en formation ». Déjà en 1890 la Compagnie du Chemin de fer d'Orléans proposait des billets à prix réduit à destination des "Bains de mer de l'Océan", notamment pour Châteaulin (Pentrez, Crozon-Morgat). Des fêtes étaient organisées à "Pentrez-les-Bains" chaque année au mois d'août depuis au moins 1904. Mais cette dénomination "Pentrez-les-Bains" n'a pas perduré. 

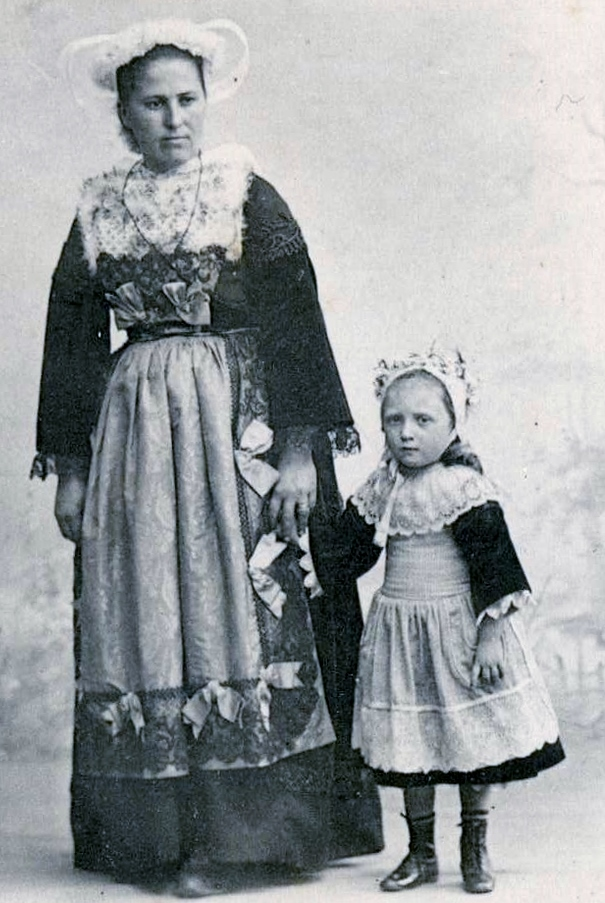
Femme et enfant de Saint-Nic en costumes de fêtes (carte postale Le Doaré, 1901).
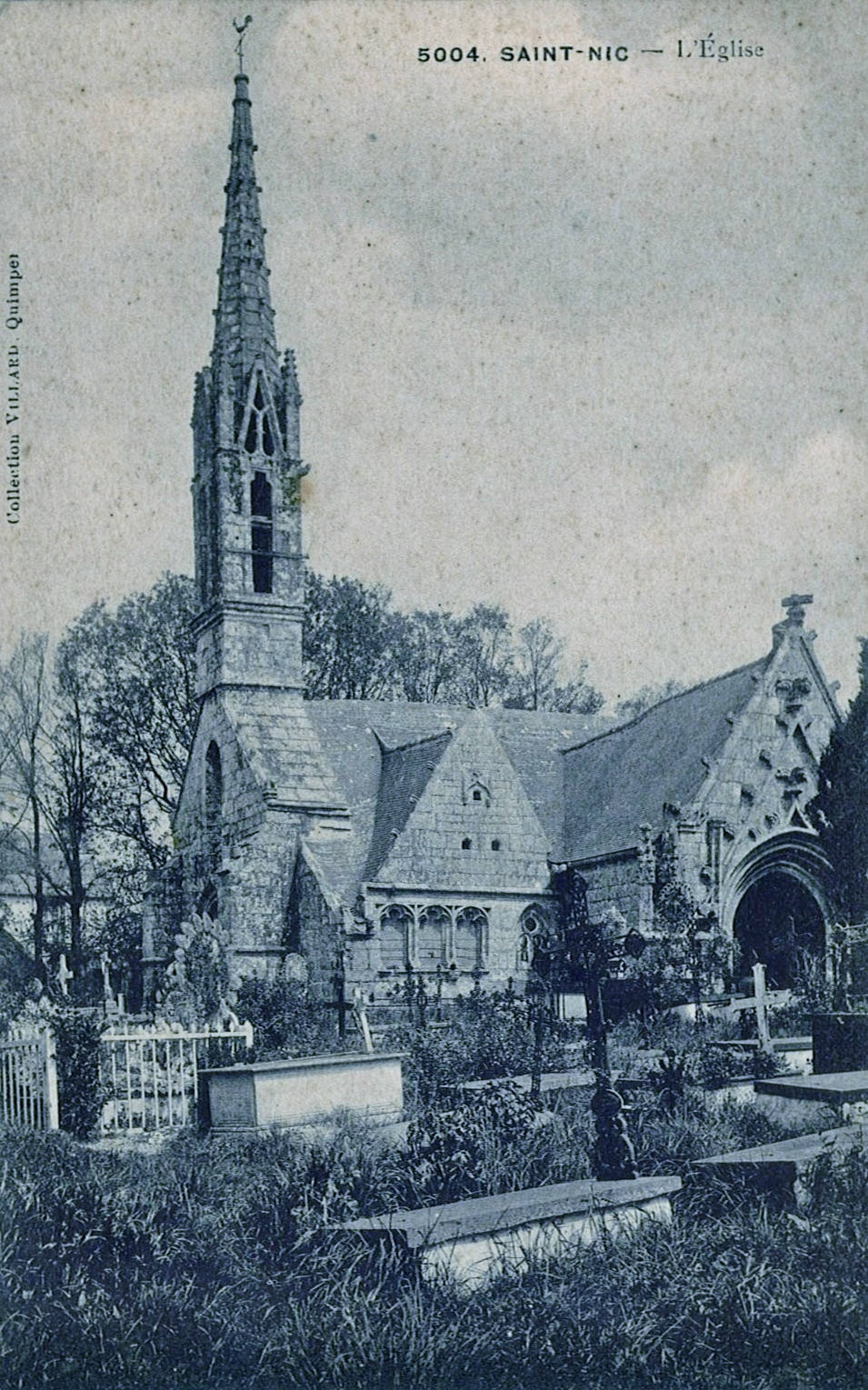
L'église paroissiale Saint-Nicaise entourée du cimetière au début du XXe siècle (carte postale).
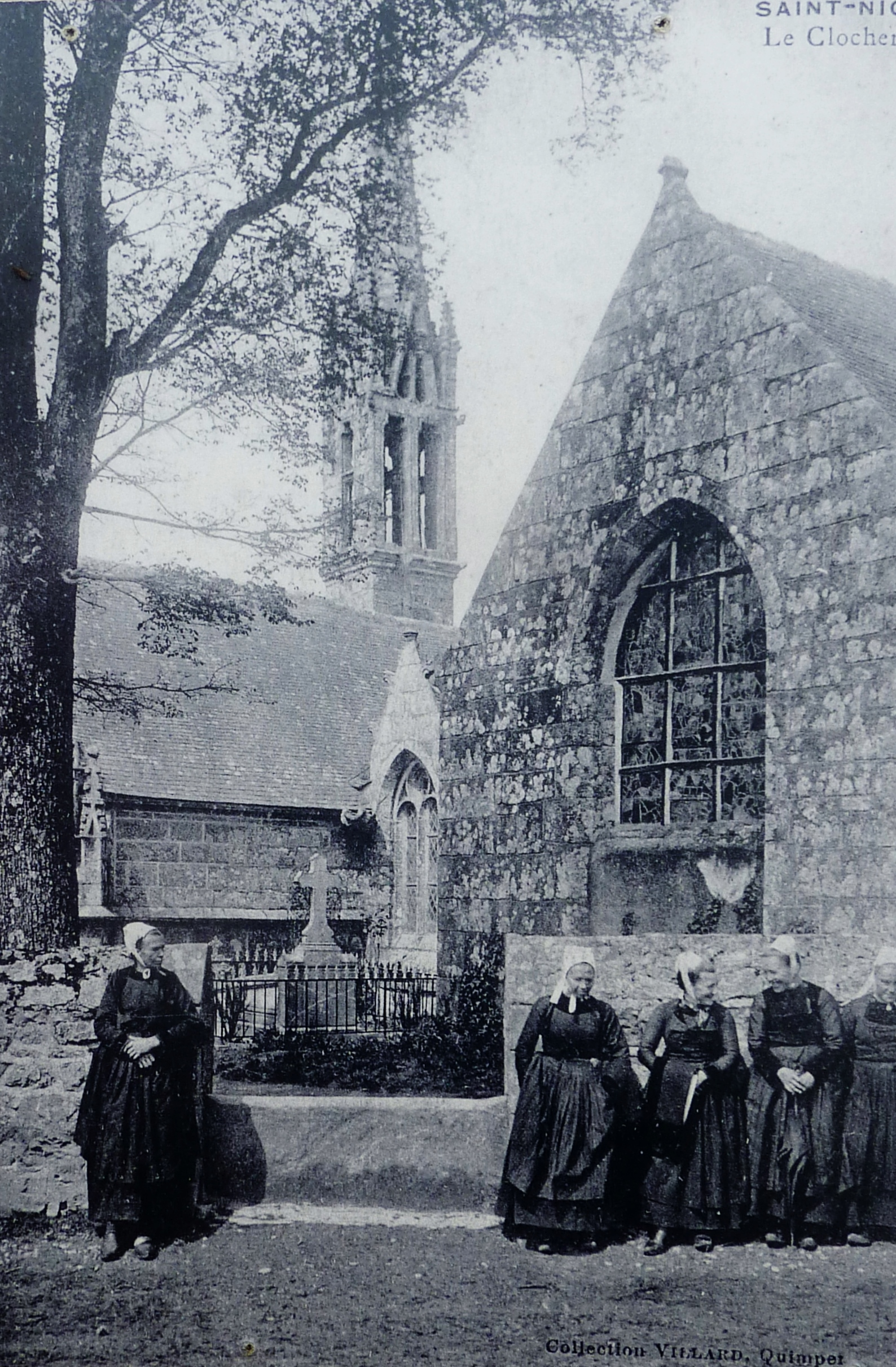
Vieilles femmes devant l'église Saint-Nicaise au début du XXe siècle (carte postale Villard).
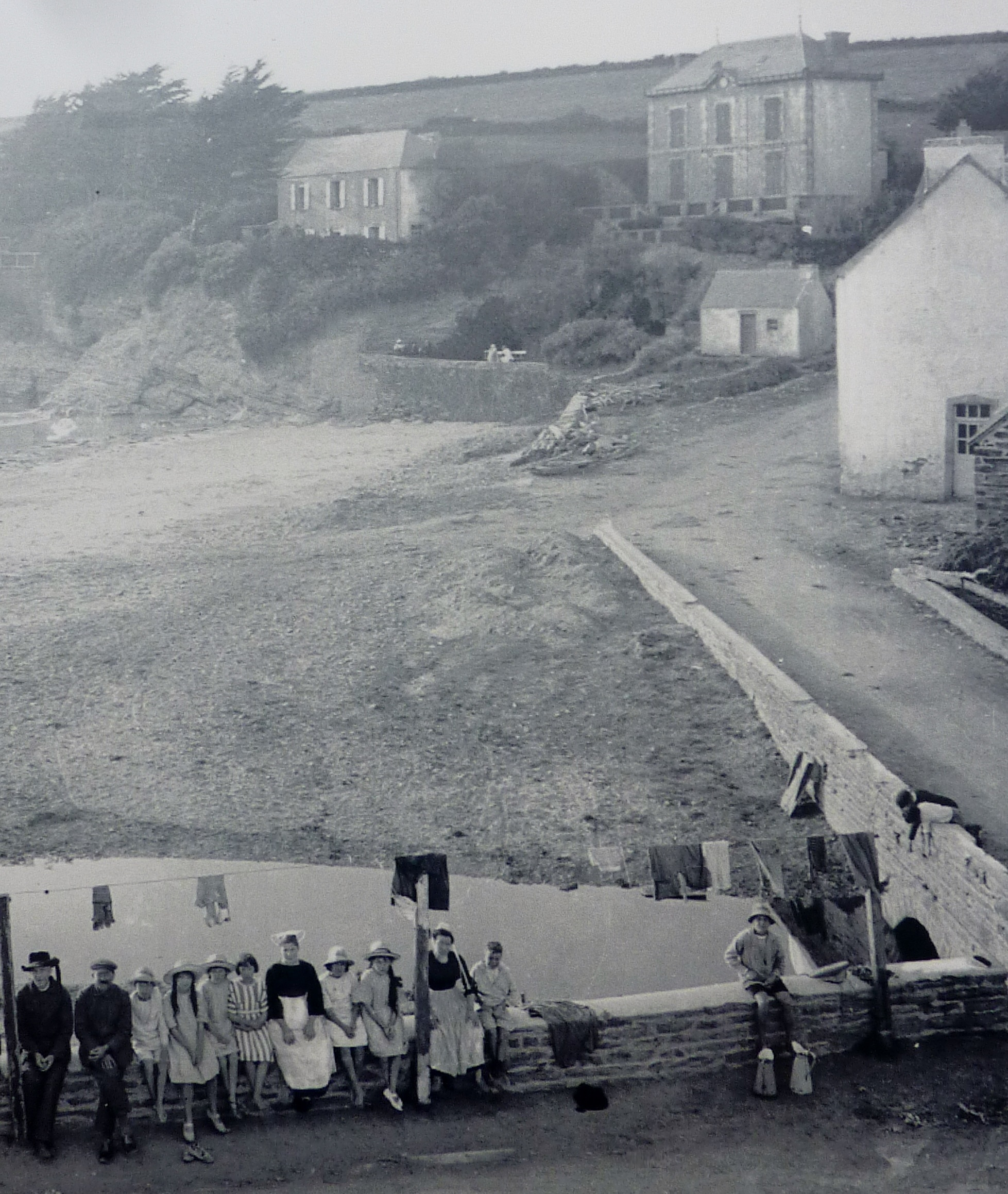
Le lavoir et la grève de Pentrez au début du XXe siècle (carte postale, auteur inconnu).
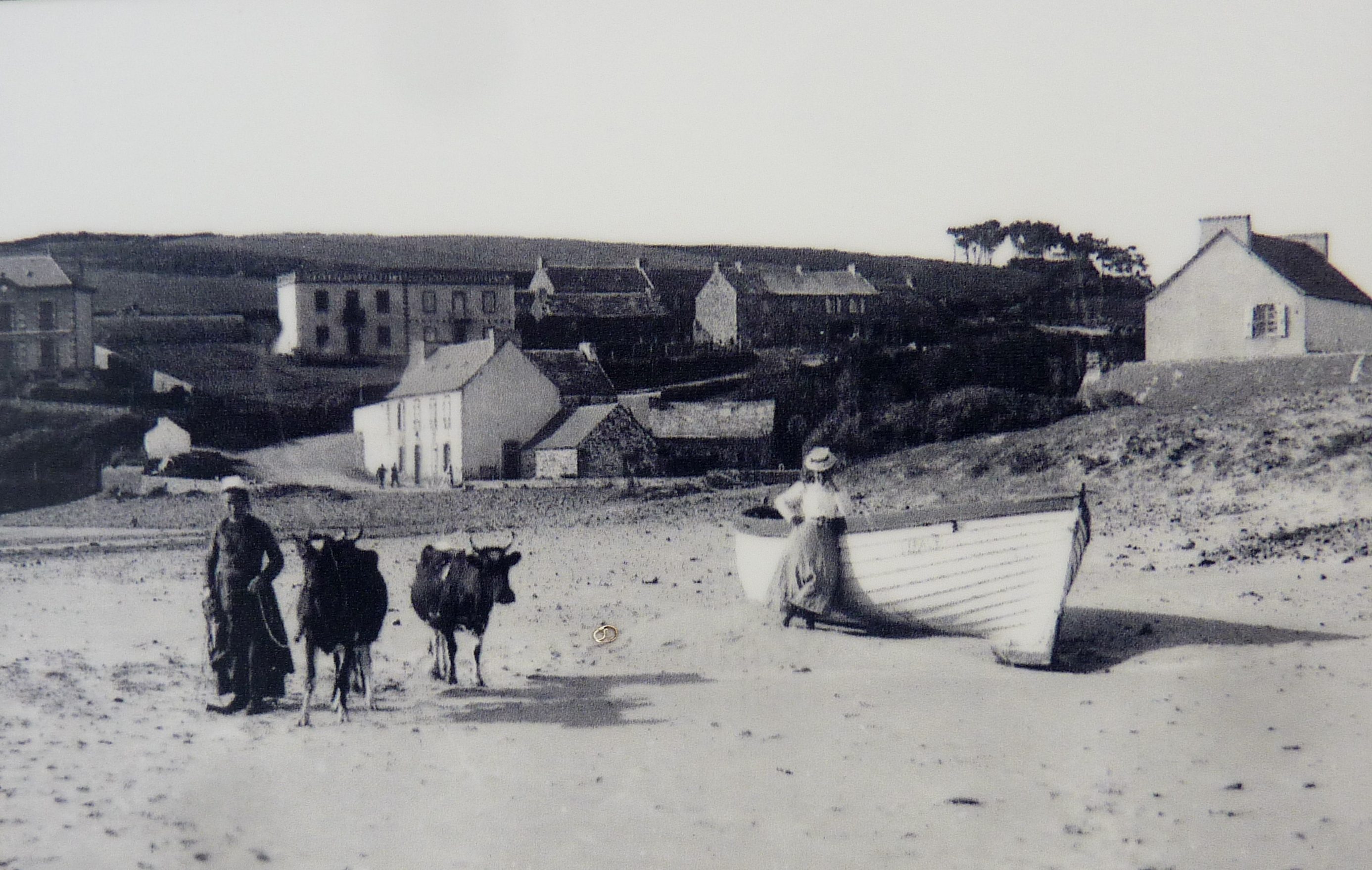
La plage de Pentrez-les-Bains au début du XXe siècle (carte postale, auteur inconnu).
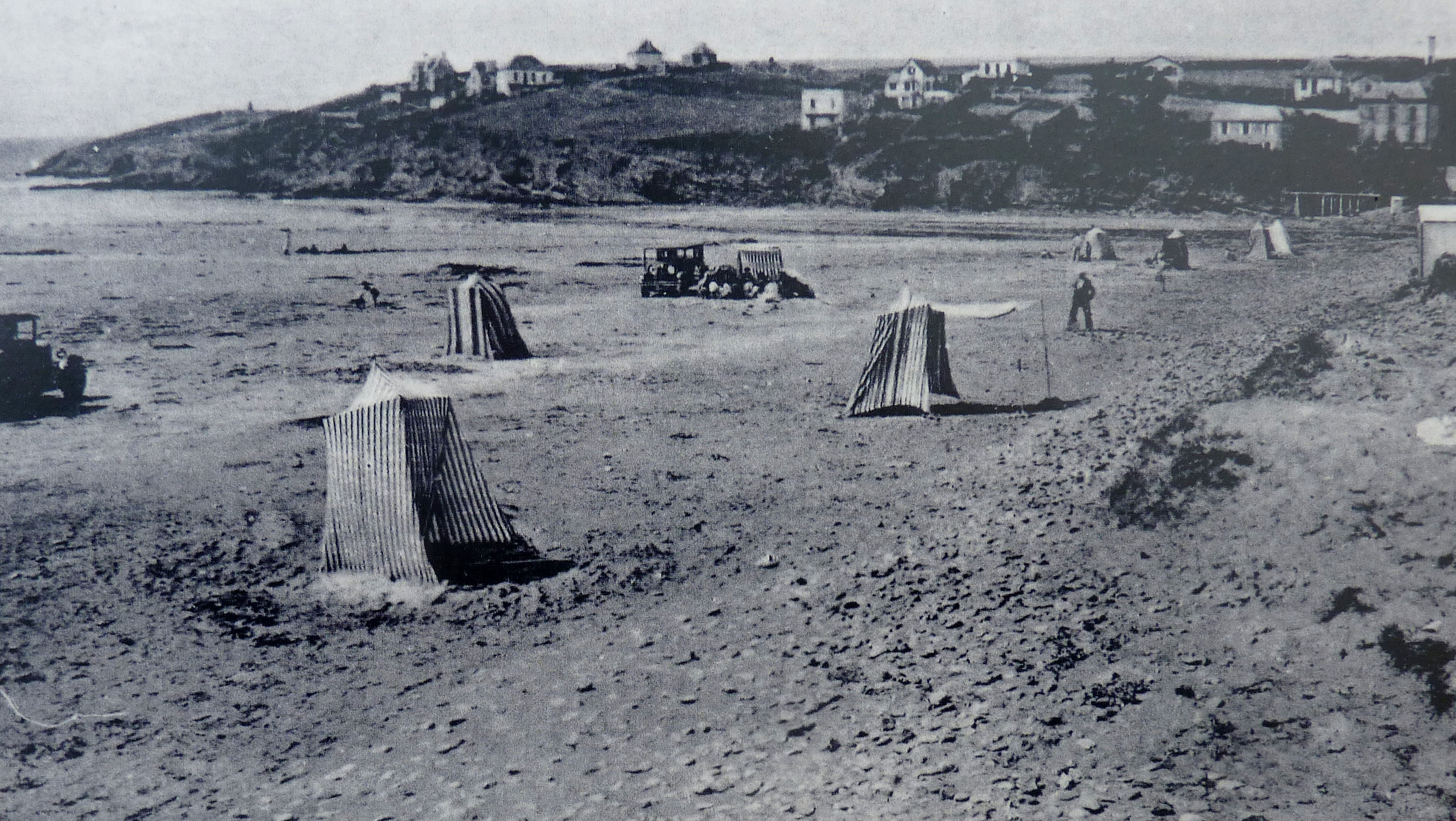
La plage de Pentrez-les-Bains vers 1910 (carte postale, auteur inconnu).
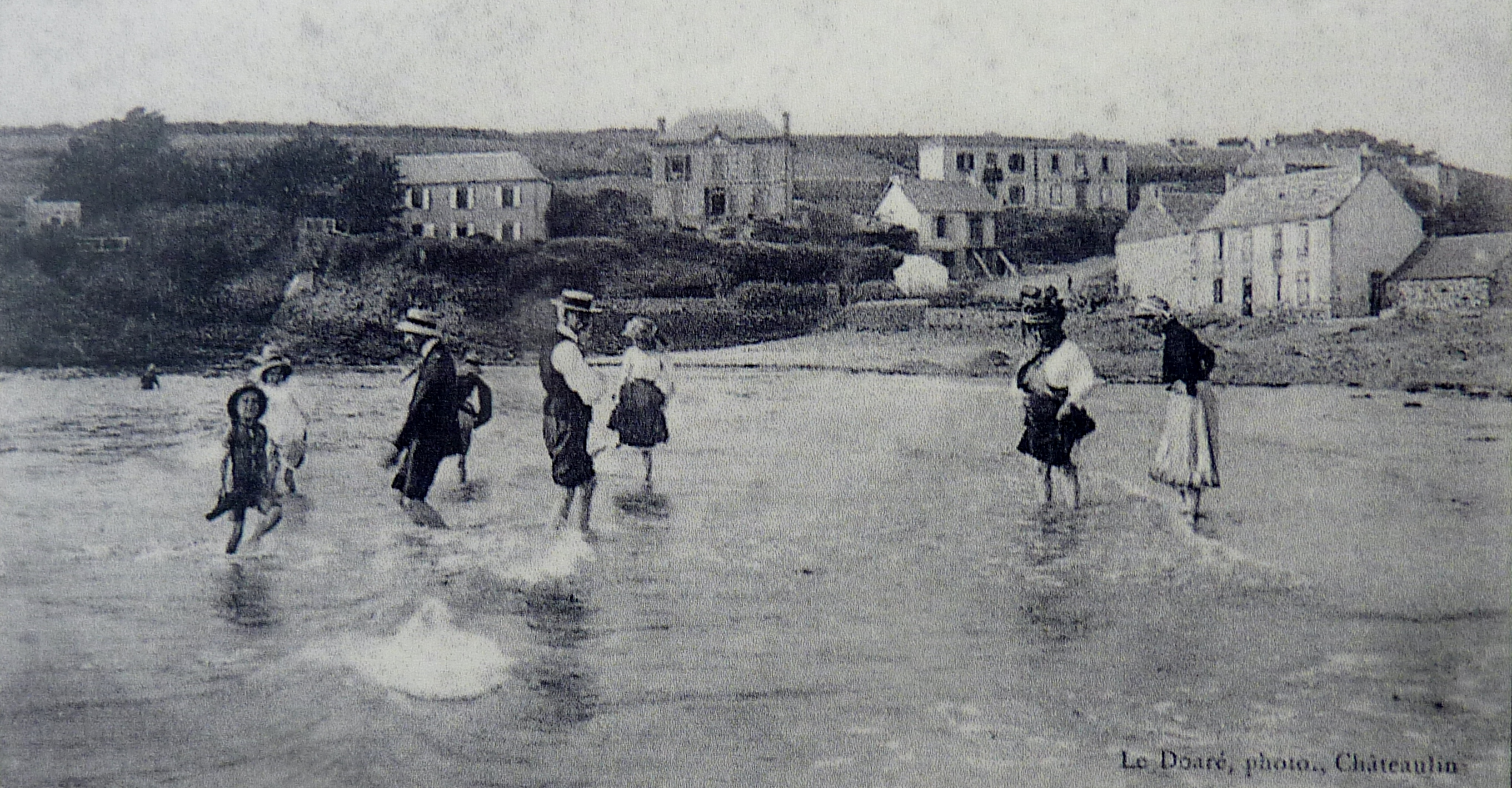
La plage de Pentrez-les-Bains à marée haute (carte postale Jean-Marie Le Doaré, vers 1910).
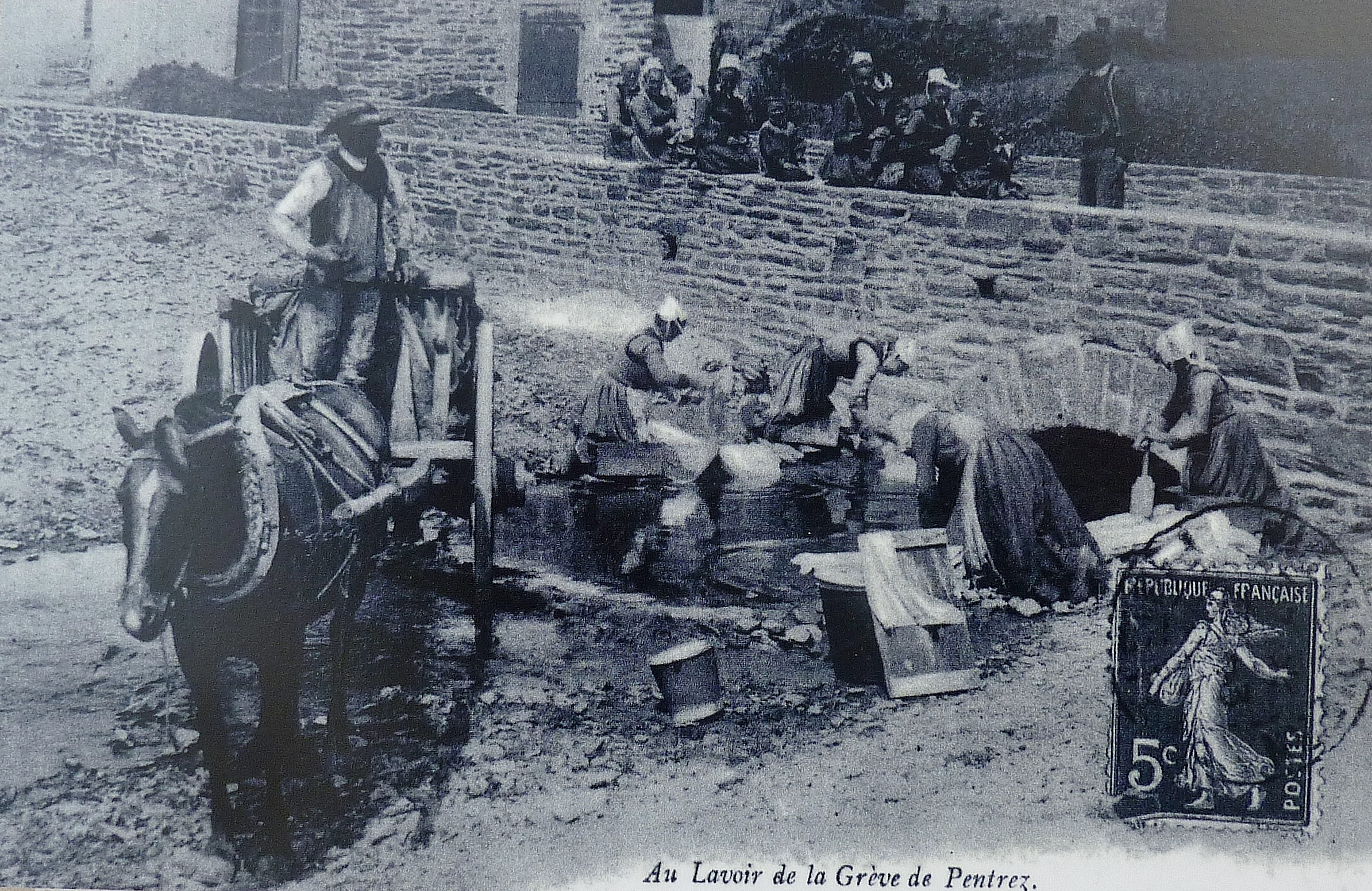
"Au lavoir de la grève de Pentrez" (carte postale, vers 1920, auteur inconnu).

#### La Première Guerre mondiale

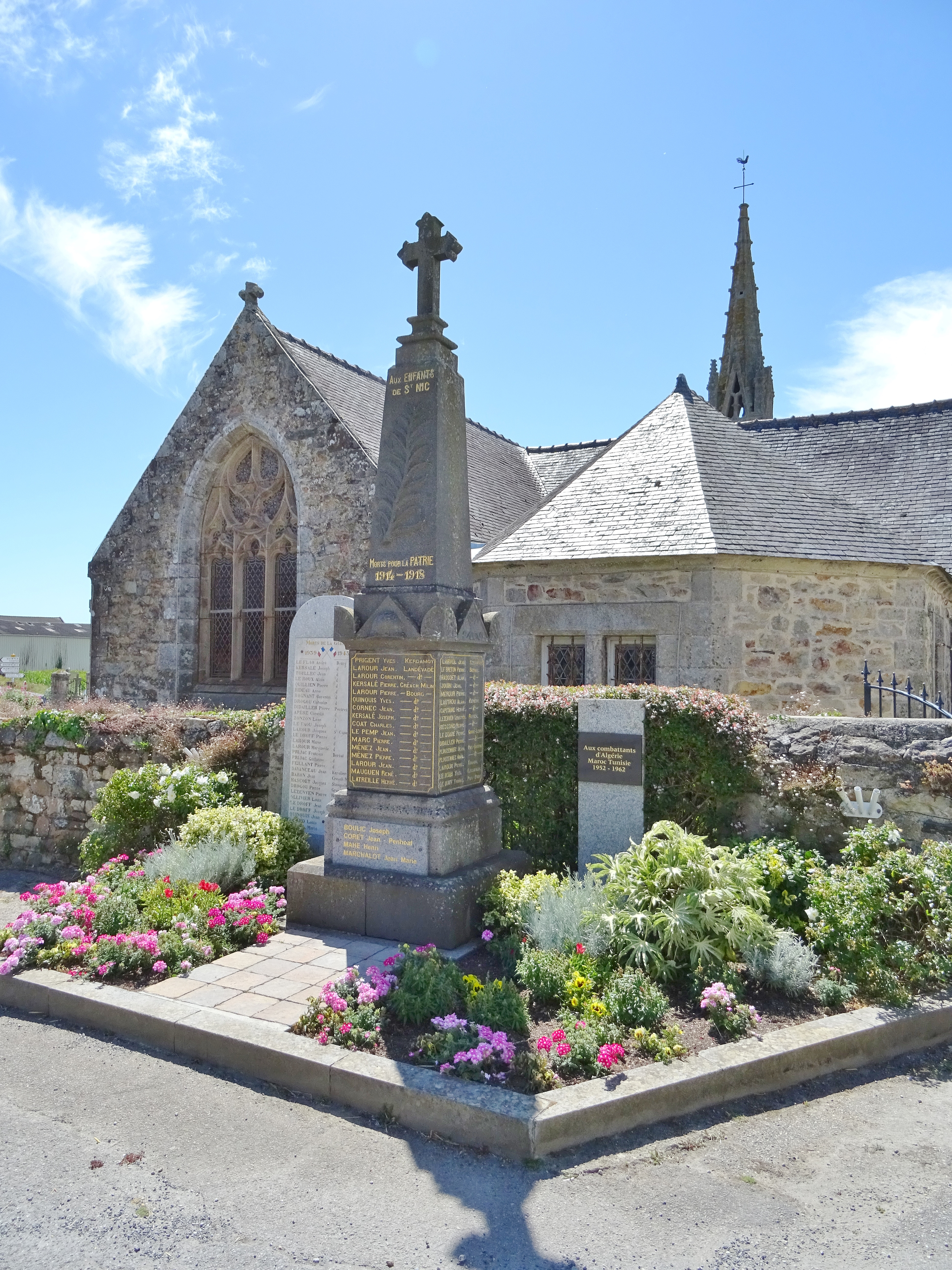
Le monument aux morts de Saint-Nic.

Le monument aux morts de Saint-Nic porte les noms de 53 soldats et marins morts pour la France pendant la Première Guerre mondiale ; parmi eux Pierre Marc, matelot, est disparu en mer lors du naufrage du cuirassé Bouvet le 18 mars 1915 lors de la Bataille des Dardanelles; deux soldats au moins sont morts sur le front belge (Yves Prigent à Rossignol dès le 22 août 1914 et Corentin Larour le 27 octobre 1918 à Olsene) ; la plupart des autres sont décédés sur le sol français, dont Pierre Le Doaré, tué à l'ennemi le 17 novembre 1914 à Vienne-le-Château (Marne), décoré de la Légion d'honneur et de la Croix de guerre ; trois soldats : Pierre Keravel, Pierre Larour, Pierre Didailler, Hervé Latreille et Pierre Ulm sont morts de maladie contracté en service après l'armistice dans le courant de l'année 1919.
Un camp de prisonniers de guerre allemands a existé à Saint-Nic pendant la Première Guerre mondiale.

#### L'Entre-deux-guerres
L'Hôtel des Dunes est inauguré le 1er janvier 1923, ce qui illustre l'essor de la station balnéaire de Pentrez ; cet hôtel fut par la suite reconstruit en 1954 avant d'être transformé en appartements en 1970.

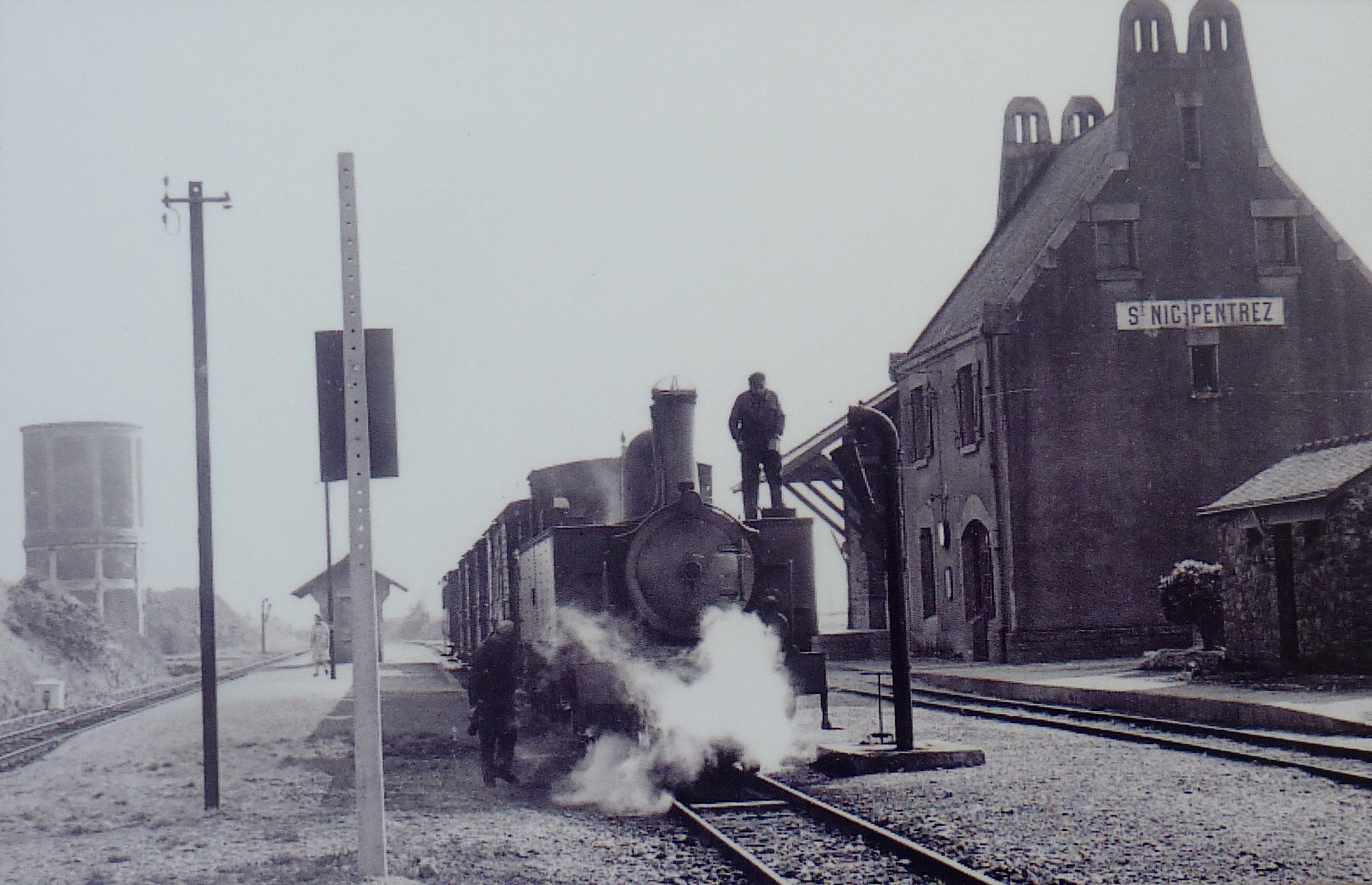
La gare de Saint-Nic-Pentrez vers 1925 (carte postale, auteur inconnu).

Le tronçon à voie métrique allant de Châteaulin à Crozon de la ligne ferroviaire de Carhaix à Camaret-sur-Mer ouvre le 12 août 1923 ; des gares ou haltes ferroviaires existaient à Kerhillec, Plomodiern-Ploéven, Saint-Nic, Argol, Telgruc, Tal-ar-Groas et Crozon-Morgat ; la ligne est prolongée en 1925 jusqu'à Camaret ; elle ferma le 10 avril 1967.
L'abbé Corentin Parcheminou décrit ainsi Saint-Nic vers 1930 :

« Avec son bourg central, ses dimensions régulières, ses frontières naturelles, Saint-Nic pourrait être donné comme le modèle des paroisses rurales.Située à l'extrémité nord de la riche plaine du Porzay, encerclée de collines bleutées et tachetée de bocages verdoyants, éloigné de tout centre quelque peu important (...), cette paroisse a conservé jusqu'ici le particularisme charmant de la vieille Bretagne. Ses habitants portent l'habit glazik et parlent exclusivement la langue bretonne entre eux. (...) Seule sa magnifique plage, l'immense Lieue de Grève, lui vaut quelque renom et attire chaque année un certain nombre de baigneurs. »

#### La Seconde Guerre mondiale
Une stèle commémorative situé à côté du monument aux morts porte les noms de 30 personnes mortes pour la France pendant la Seconde Guerre mondiale ; parmi celles dont les circonstances du décès sont indiquées, 4 au moins sont des marins morts en mer : Corentin Apéré et Jean Davanceaux, marins à bord du cuirassé Bretagne, victimes de l'attaque anglaise de Mers el-Kébir, Jacques Larour, victime à bord du contre-torpilleur Milan devant Casablanca le 8 novembre 1942 lors de l'opération Torch et Pierre Drogou accidentellement le 25 décembre 1944 à bord du contre-torpilleur Le Fantasque. Quatre hommes sont décédés en Allemagne : André Le Flao, résistant, au camp de concentration de Dachau le 3 juillet 1944, Guillaume Prijac le 4 novembre 1940, Pierre Quillien le 19 juin 1942 dans le Schleswig et Pierre Lézenven, mort des suites de ses blessures le 15 août 1944 alors qu'ils étaient tous les trois prisonniers de guerre.
Pierre Didailler, résistant, arrêté par les Allemands, n’a jamais été revu et l’on a perdu trace de lui le 7 août 1944 après qu'il a été incarcéré à la prison de Pontaniou à Brest. Jean-Pierre Douguet, originaire de Dinéault, résistant, âgé de 42 ans, fut arrêté à Ploéven et fusillé dans un chemin creux à Lessinguy, à la sortie du bourg de Saint-Nic le 7 août 1944 ; il a été décoré à titre posthume de la Médaille de la Résistance. Trois résistants ont été tués lors de la bataille du Ménez Hom fin août 1944 et six personnes civiles sont décédées victimes des bombardements que subit la commune.
Des souvenirs du "Mur de l'Atlantique" (tétraèdres et mur anti-char), construit par l'Organisation Todt, subsistent le long du littoral.
Une association des sinistrés de Saint-Nic-Pentrez fut déclarée à la sous-préfecture de Châteaulin le 30 juillet 1945 ; son siège social fut déclaré chez l'abbé Péron, au bourg de Saint-Nic.

## Économie
- La "fromagerie du Ménez-Hom".

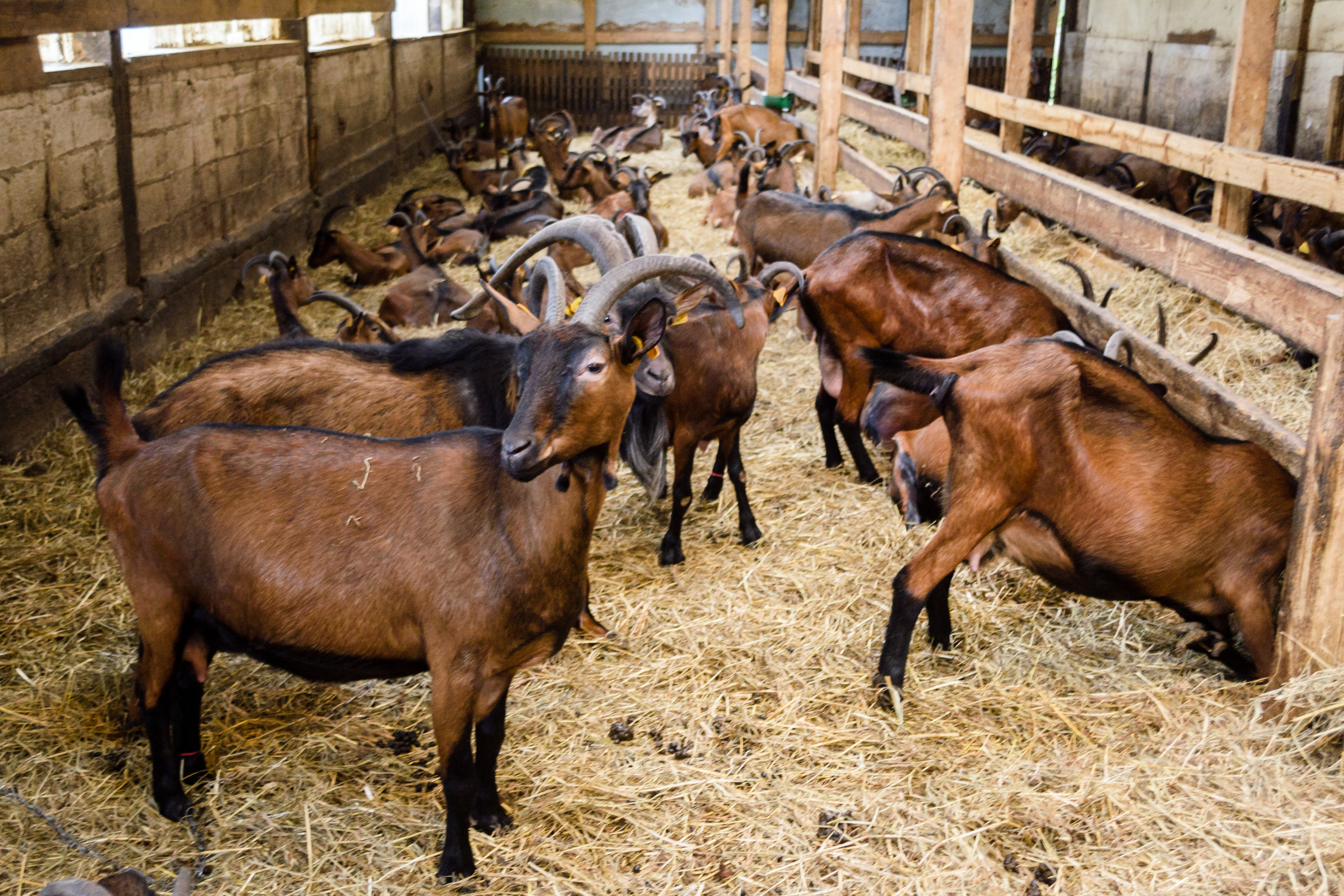
Fromagerie du Menez-Hom : les chèvres Alpines.
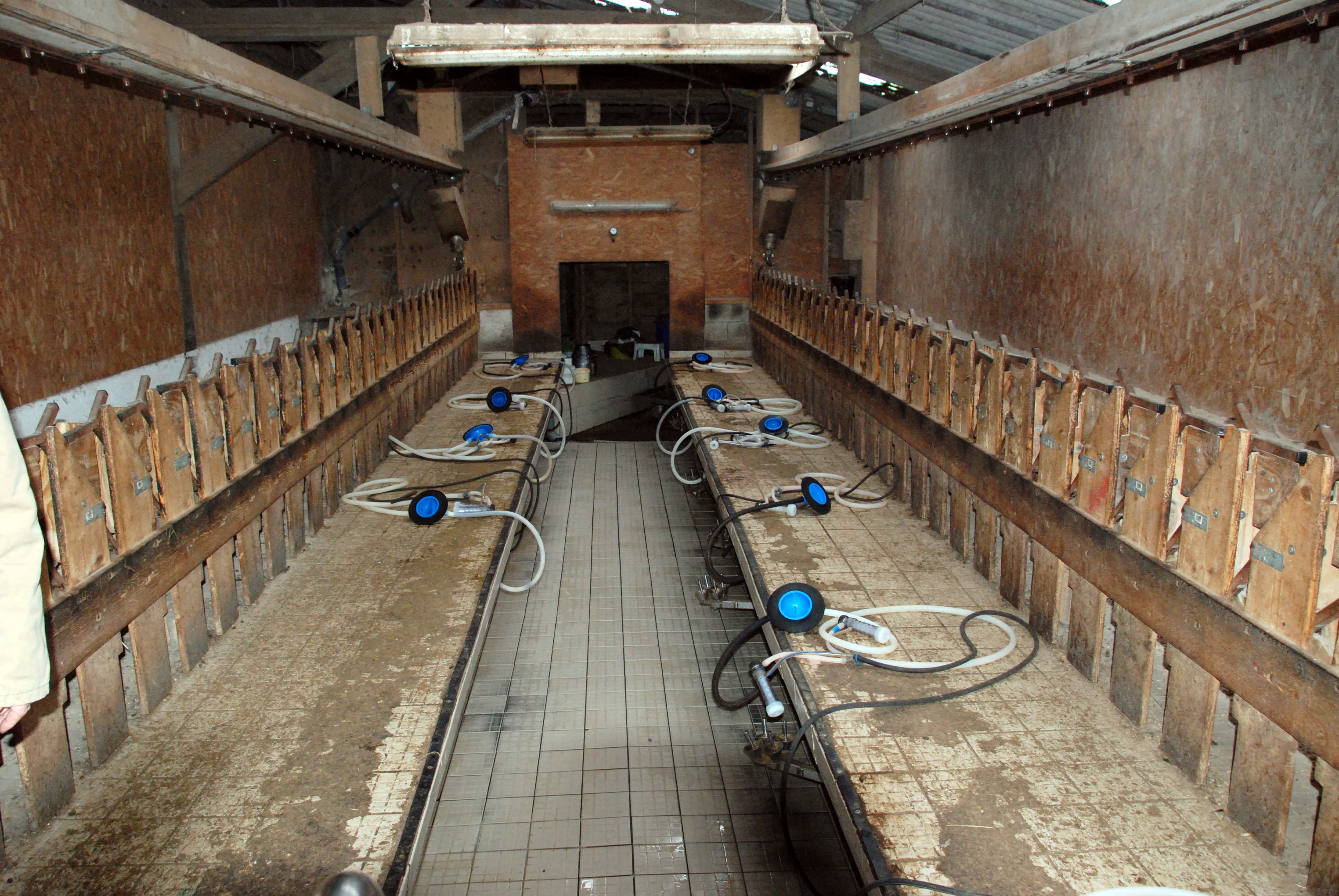
Fromagerie du Menez-Hom : la salle de traite.

## Monuments
- Dolmen de Ménez Lié daté du Néolithique.
- L'église paroissiale Saint-Nicaise : cette église paroissiale est dédiée à saint Nicaise, probablement par volonté du clergé de substituer un saint reconnu officiellement par l'église catholique au saint breton saint Nic. C'est un bâtiment de style gothique (la date de 1566 est gravée entre deux arcades) en forme de croix latine qui comprend une nef irrégulière, formée de trois travées dans sa partie nord et de quatre travées dans sa partie sud, avec bas-côté au nord, un transept et un chœur ; son plafond est lambrissé sur sablières ; son porche sud est daté de 1561 (il est décoré de niches pour les apôtres et de sablières) et son clocher de 1576 (il est haut de 23 mètres) ; son enclos paroissial contient un calvaire (en kersanton, dû en partie à Roland Doré[69]), et un cadran solaire (saint Côme et saint Damien y sont représentés) daté de 1614[70].

Ses vitraux ont été classés monument historique dès novembre 1906, le reste de l'édifice l'étant en deux temps (en 1926 et 1946). L'église possède une piétà en kersanton polychrome sculptée par les frères Prigent (1527-1577).

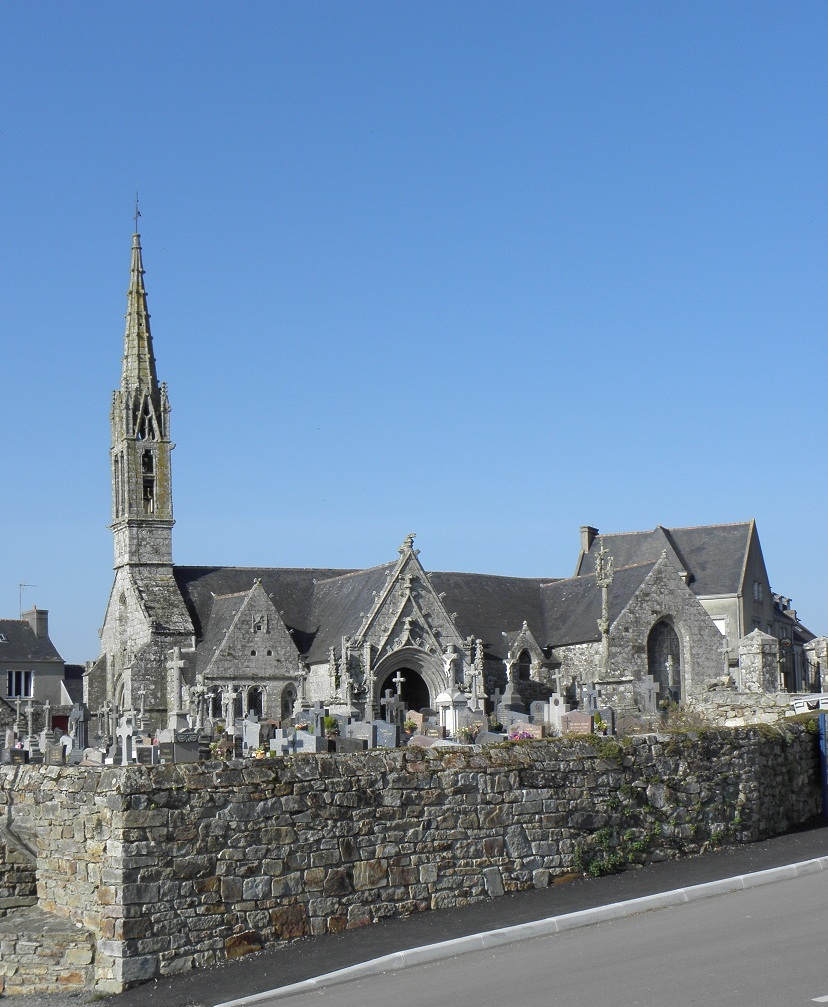
Saint-Nic : église Saint-Nicaise, vue extérieure d'ensemble.
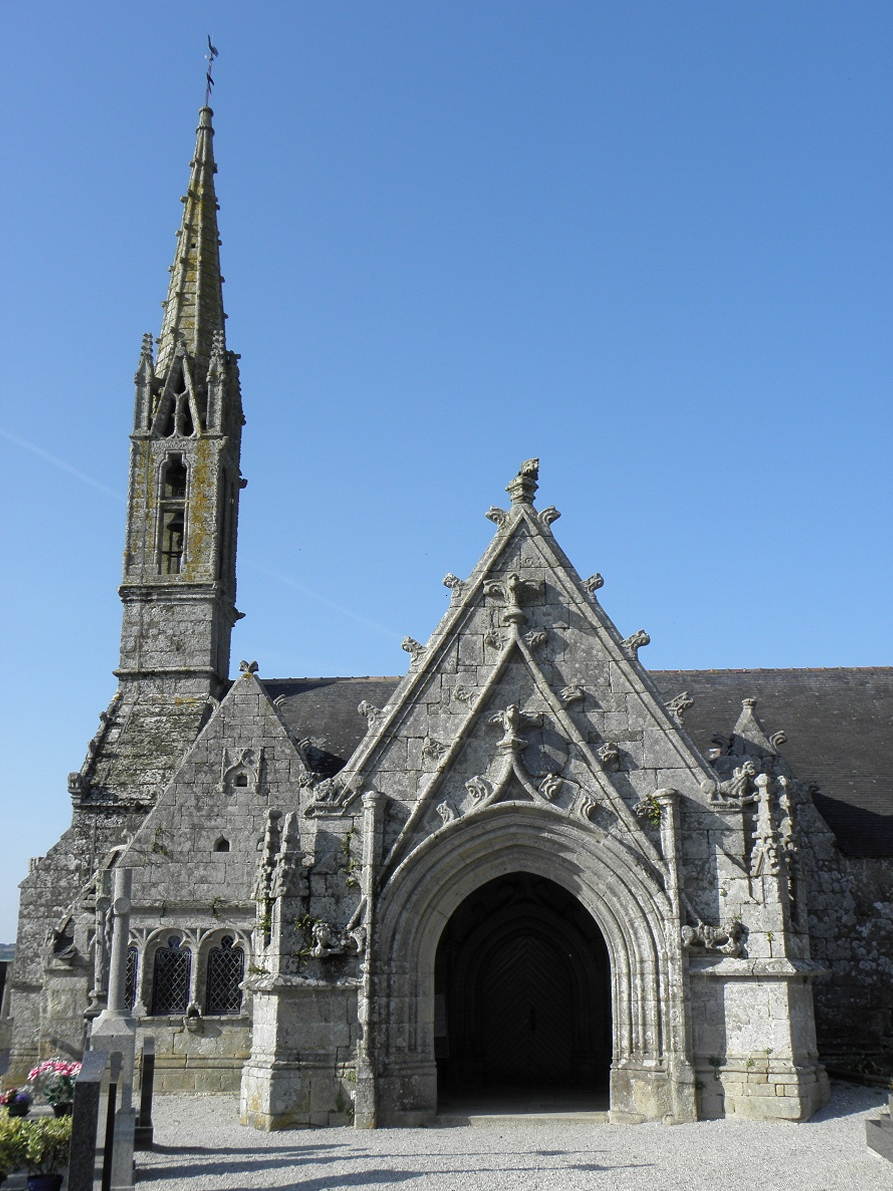
Saint-Nic : église Saint-Nicaise, clocher, ossuaire et porche sud.
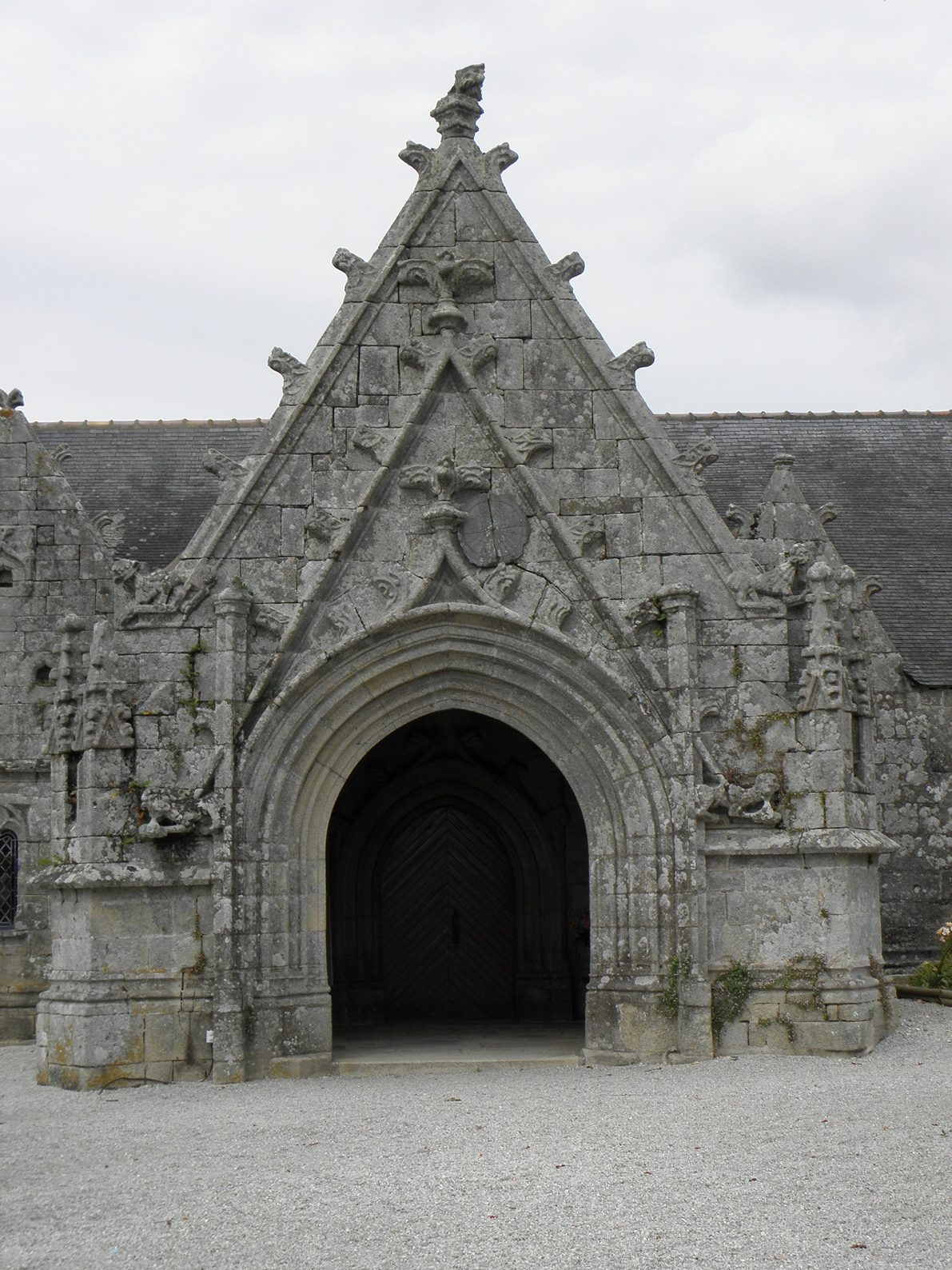
Saint-Nic : église Saint-Nicaise, porche sud, vue extérieure d'ensemble.
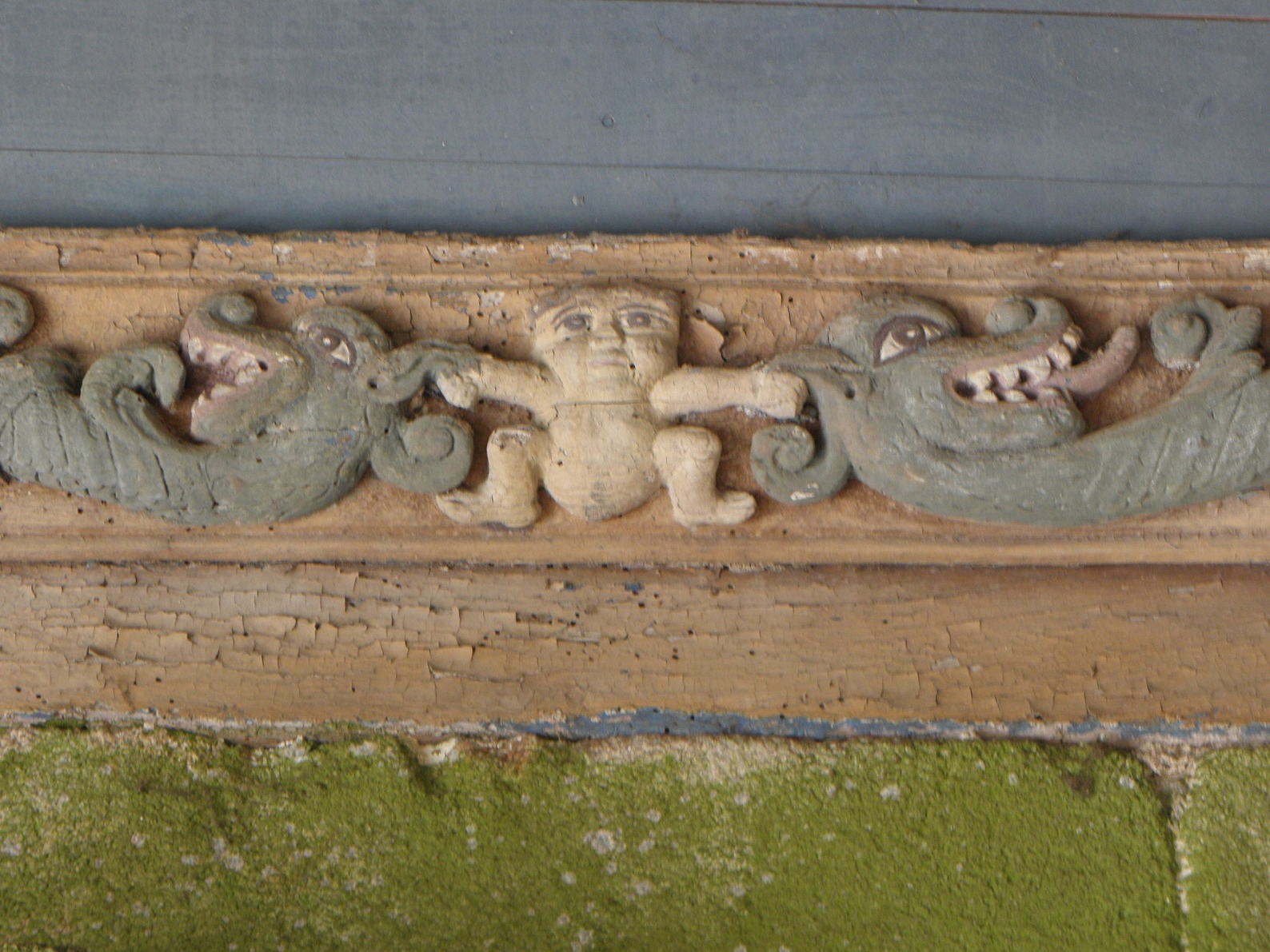
Saint-Nic : église Saint-Nicaise, porche sud, détail sculpté de la sablière ouest.
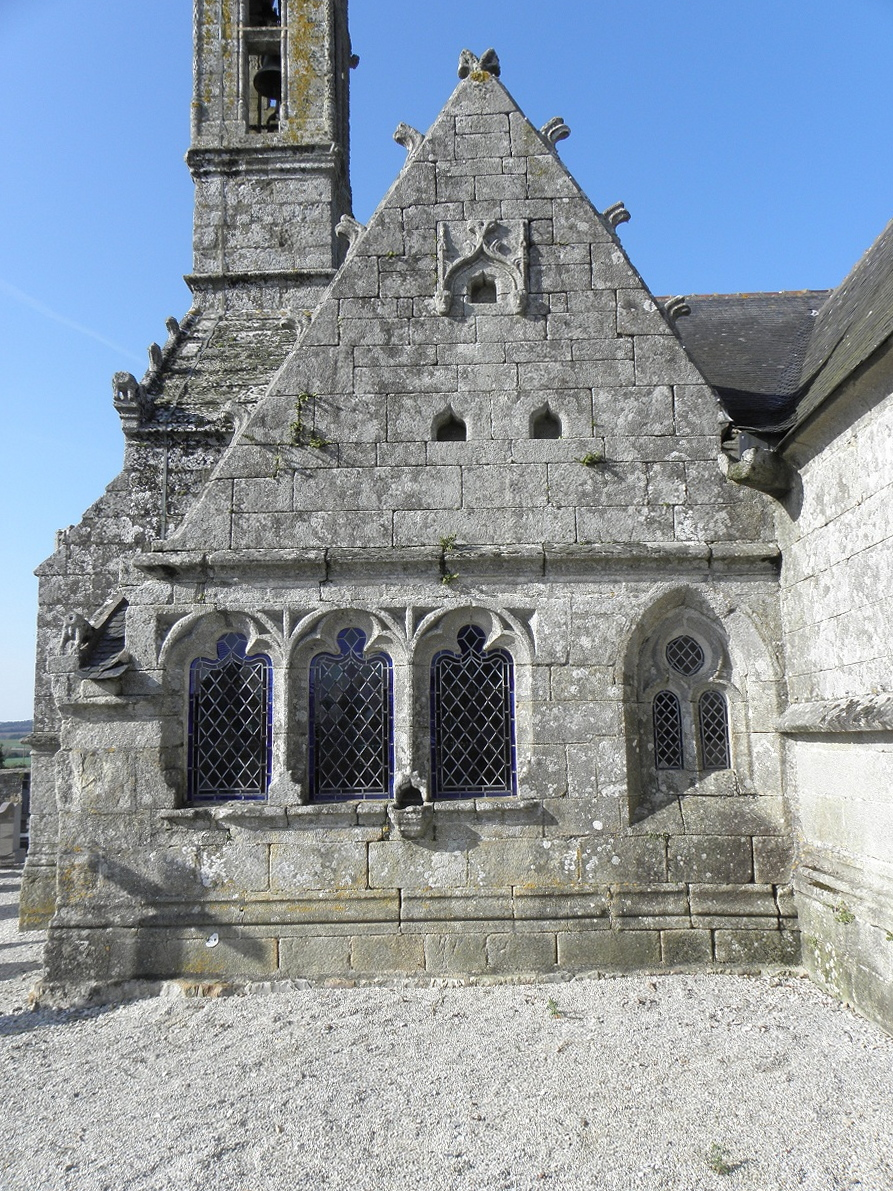
Saint-Nic : ossuaire rattaché à l'église Saint-Nicaise.
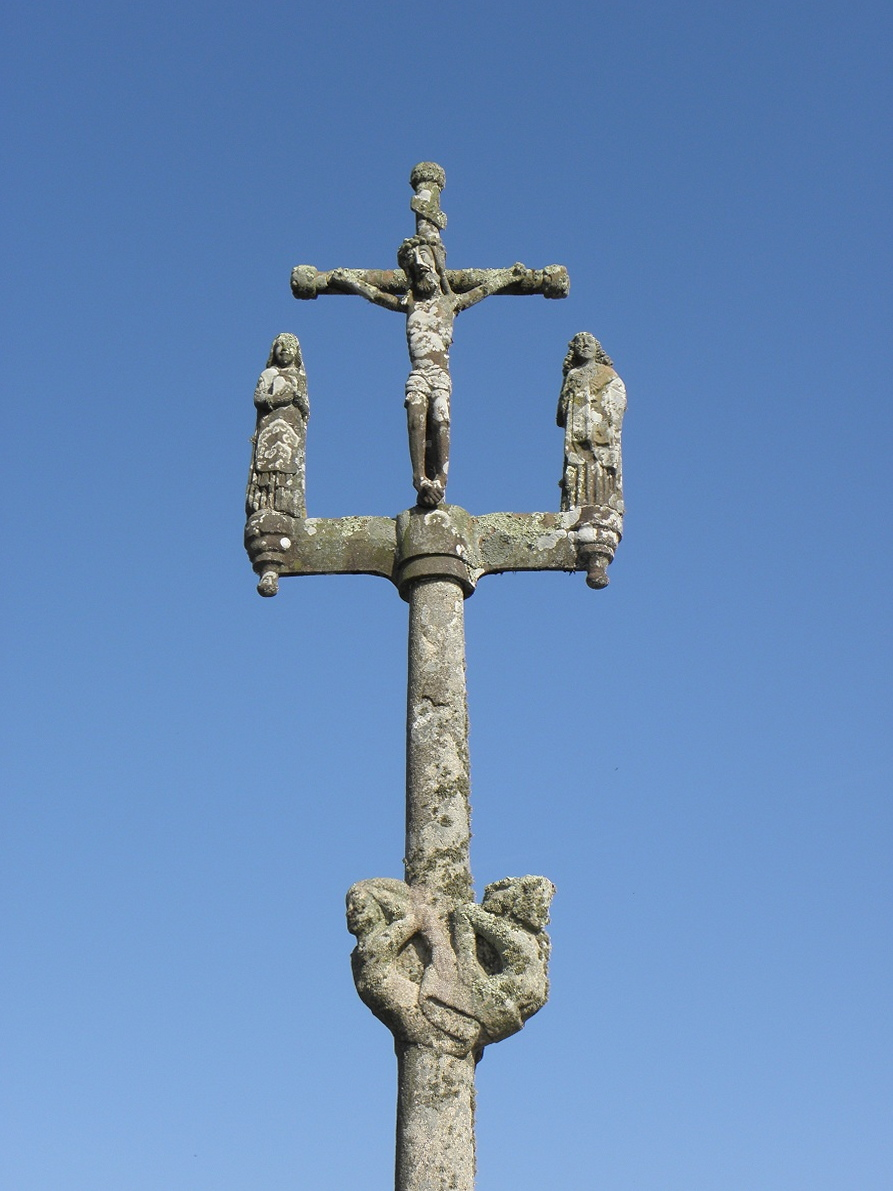
Saint-Nic : calvaire de l'enclos paroissial, partie sommitale.

- La chapelle Saint-Côme et Saint-Damien : elle a été édifiée en plusieurs étapes  à partir du XVe siècle. Comme saint Côme et saint Damien possédaient des dons de médecins et chirurgiens, on peut voir dans cette chapelle la christianisation d'un antique lieu de guérison pré-chrétien. Elle fut pendant longtemps un lieu de pèlerinage très fréquenté, ce qui explique que la chapelle est de vaste dimension. La charpente de la nef est composée d'une multitude de poutrelles, sablières et blochets richement sculptés de figures emblématiques monstrueuses. La chapelle est surmontée d'un beau clocher à galerie. Son pardon a lieu chaque Lundi de Pentecôte[73].

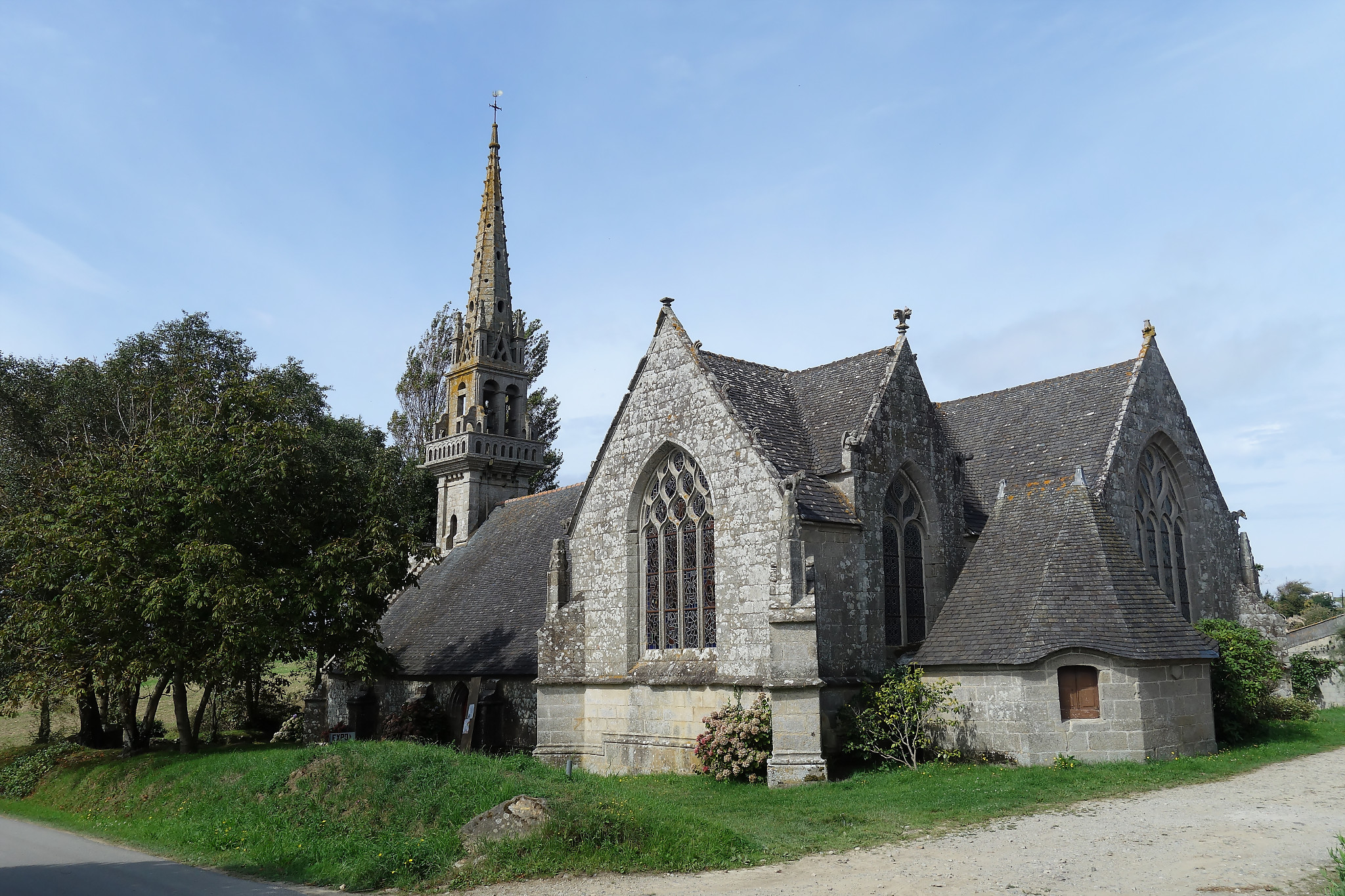
La chapelle Saint-Côme-et-Saint-Damien, vue extérieure d'ensemble.
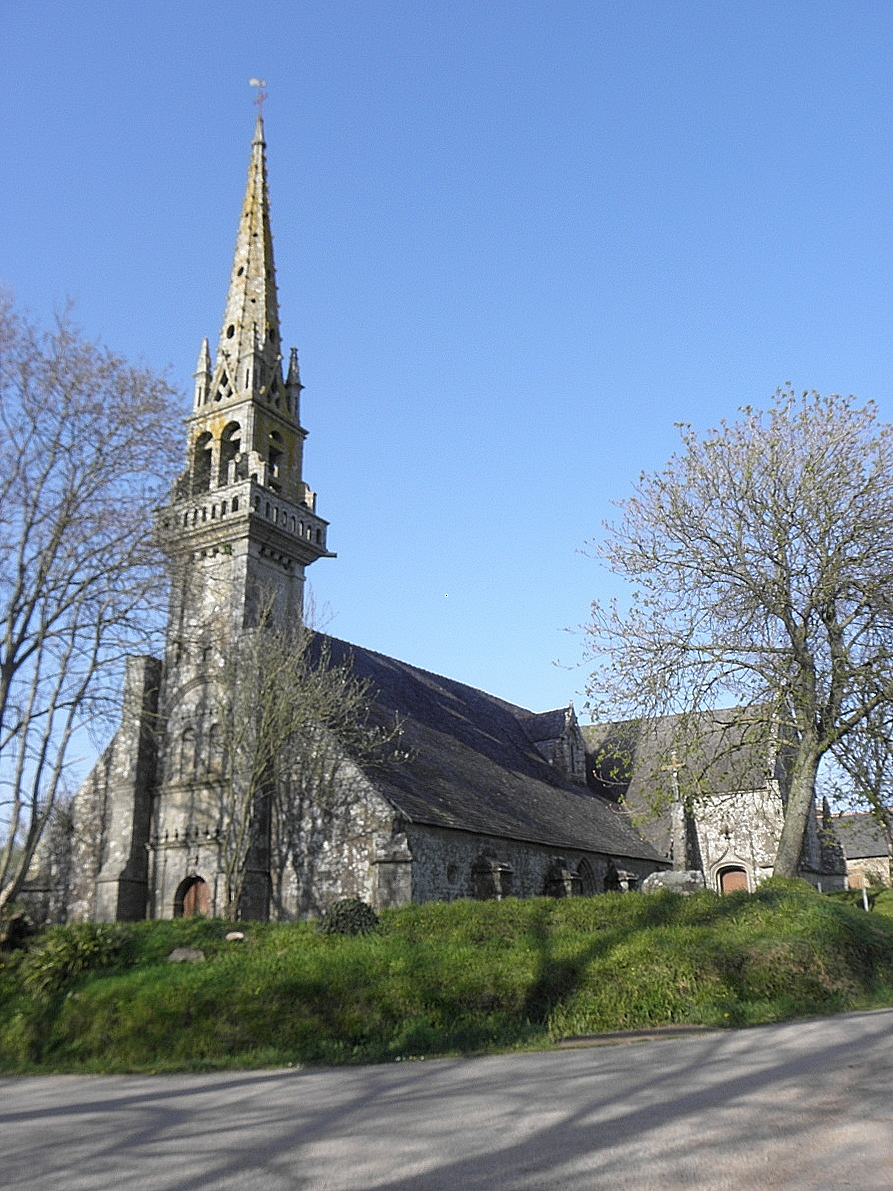
Saint-Nic : chapelle Saint-Côme-et-Saint-Damien, vue d'ensemble depuis le sud.
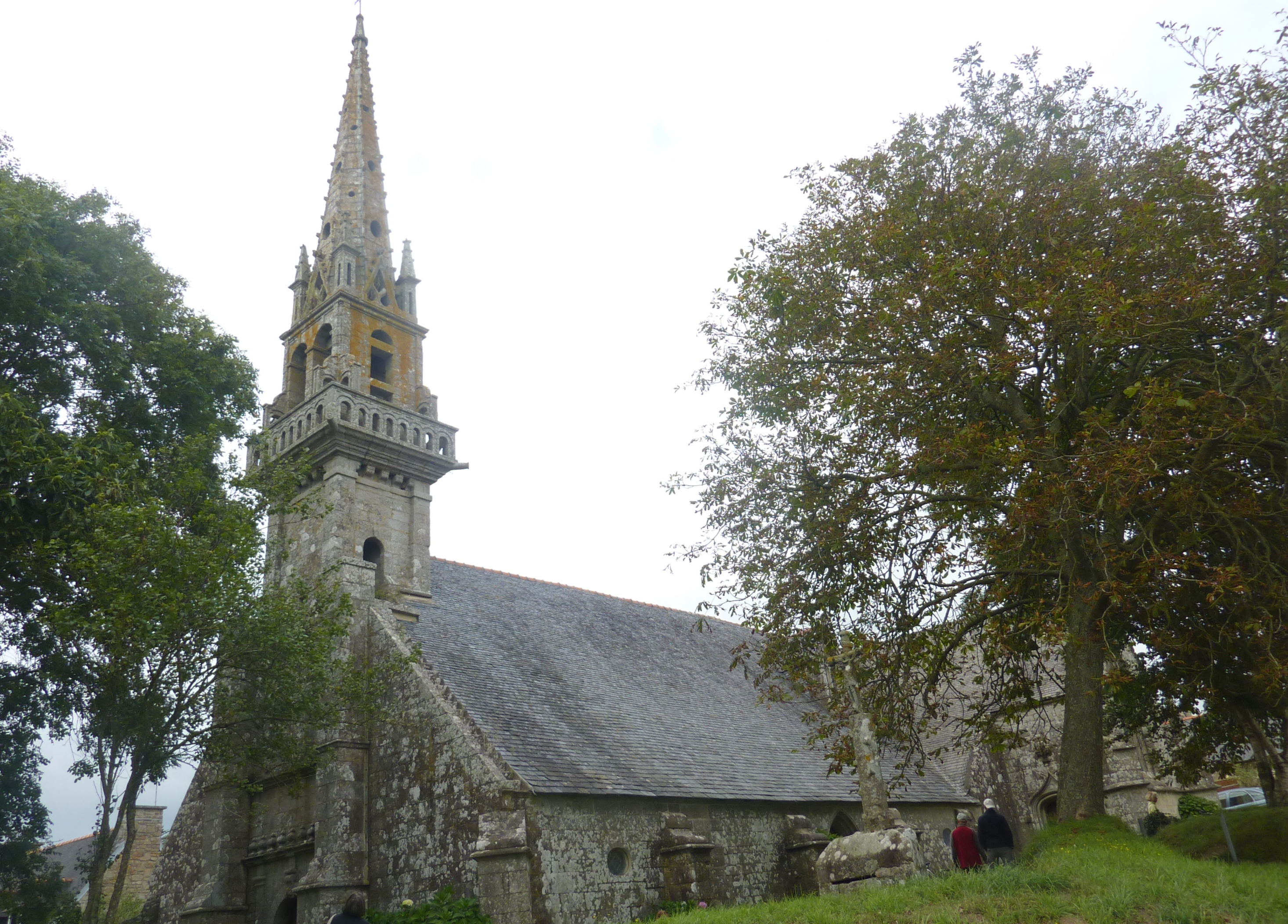
Saint-Nic : chapelle Saint-Côme-et-Saint-Damien, vue du sud-ouest.
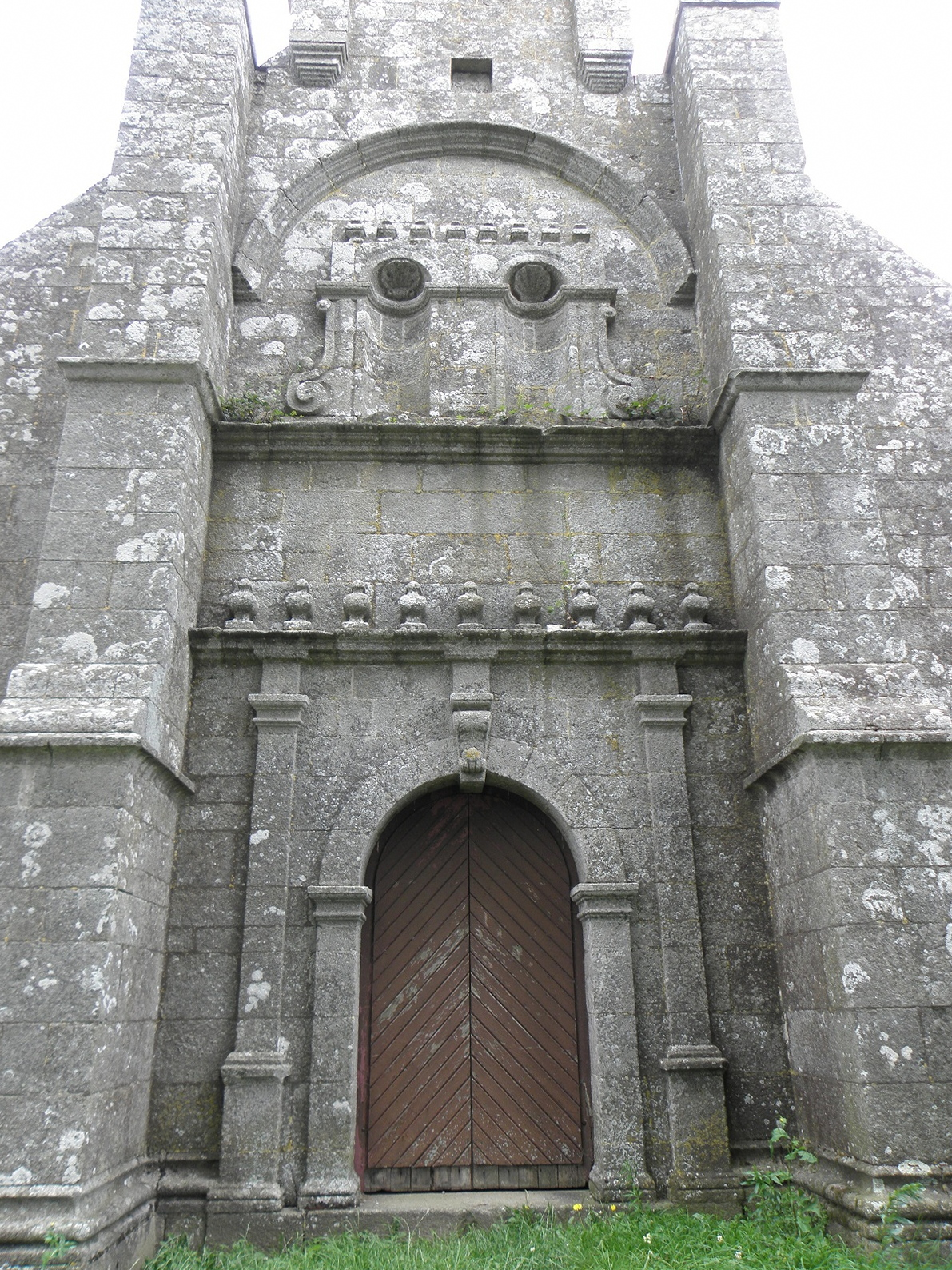
Saint-Nic : chapelle Saint-Côme-et-Saint-Damien, portail occidental.
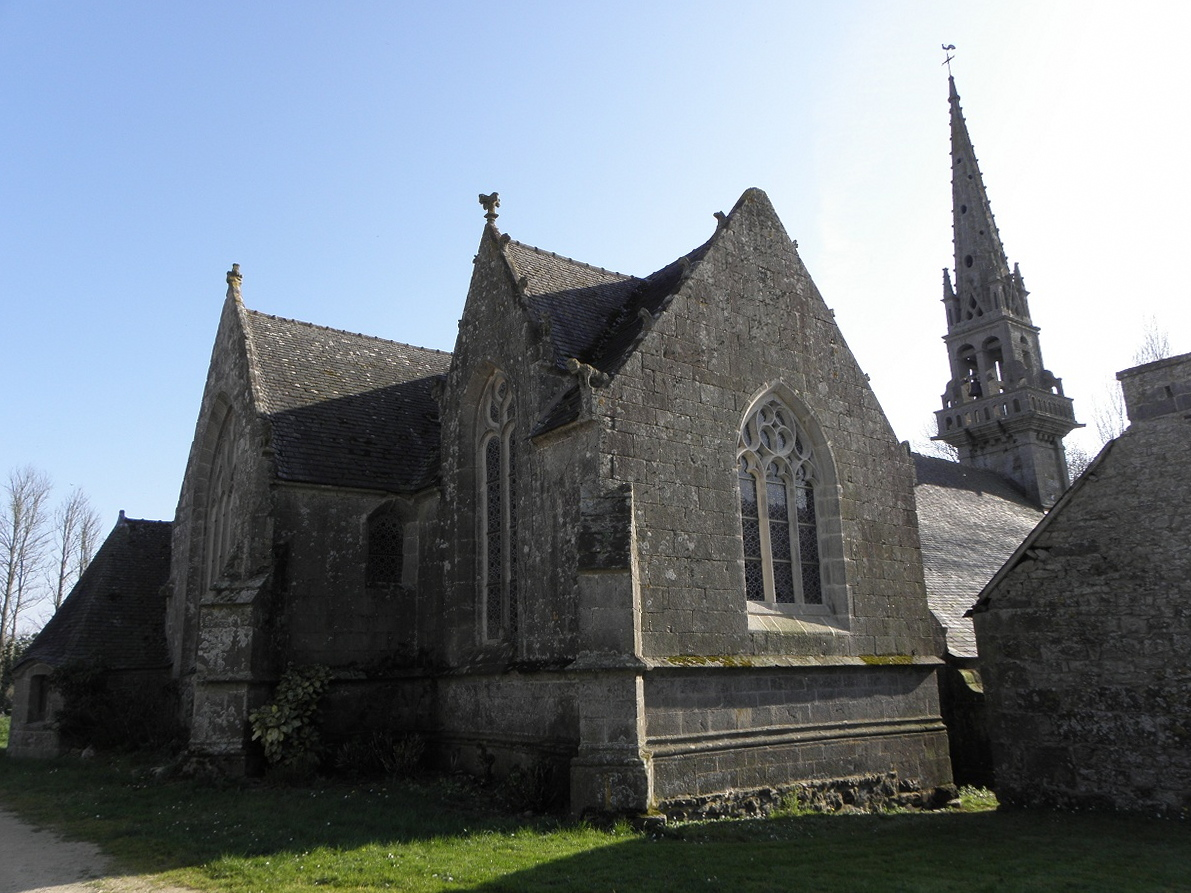
Saint-Nic : chapelle Saint-Côme-et-Saint-Damien, chevet et flanc nord.
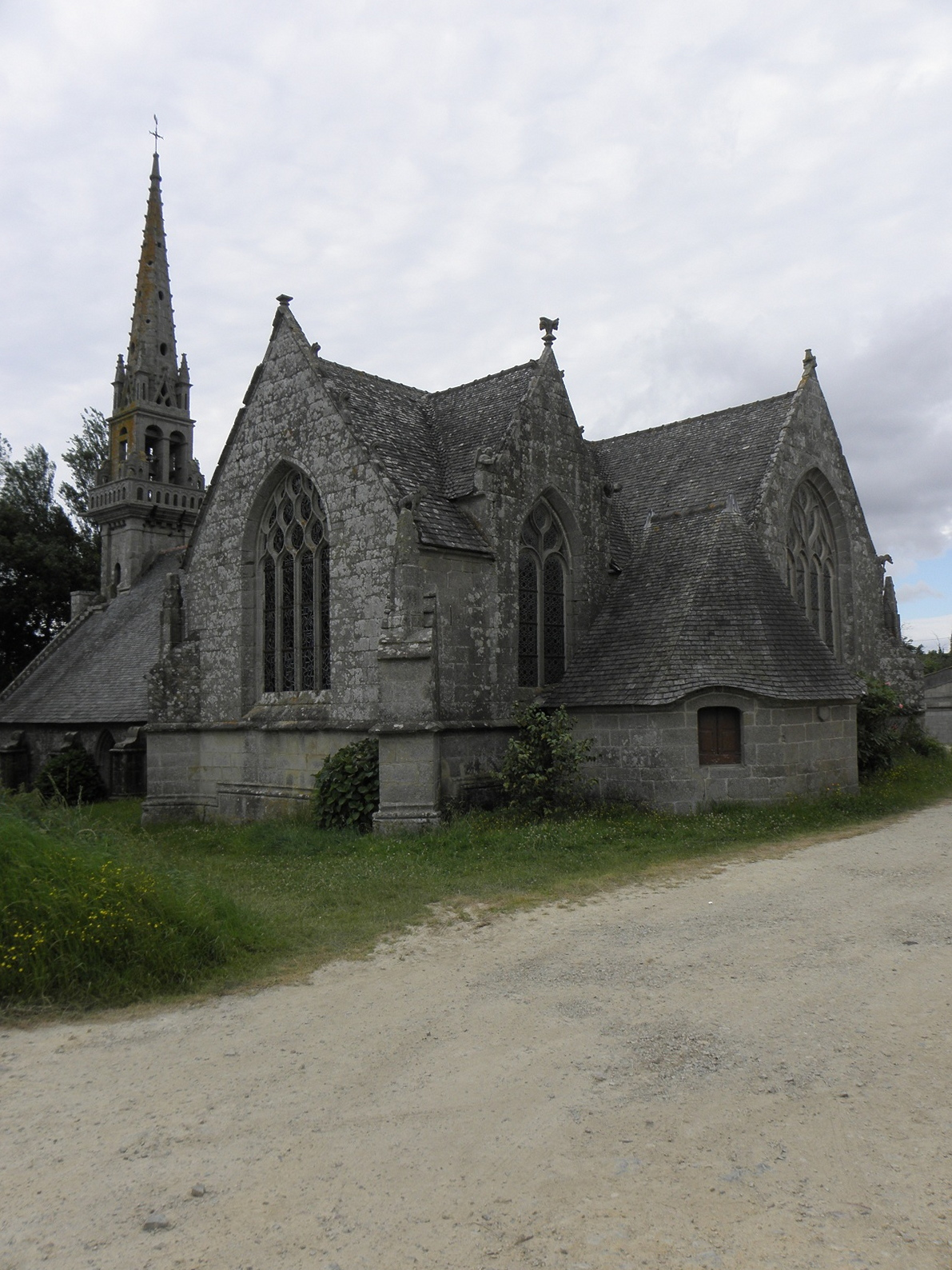
Saint-Nic : chapelle Saint-Côme-et-Saint-Damien, sacristie et chevet.
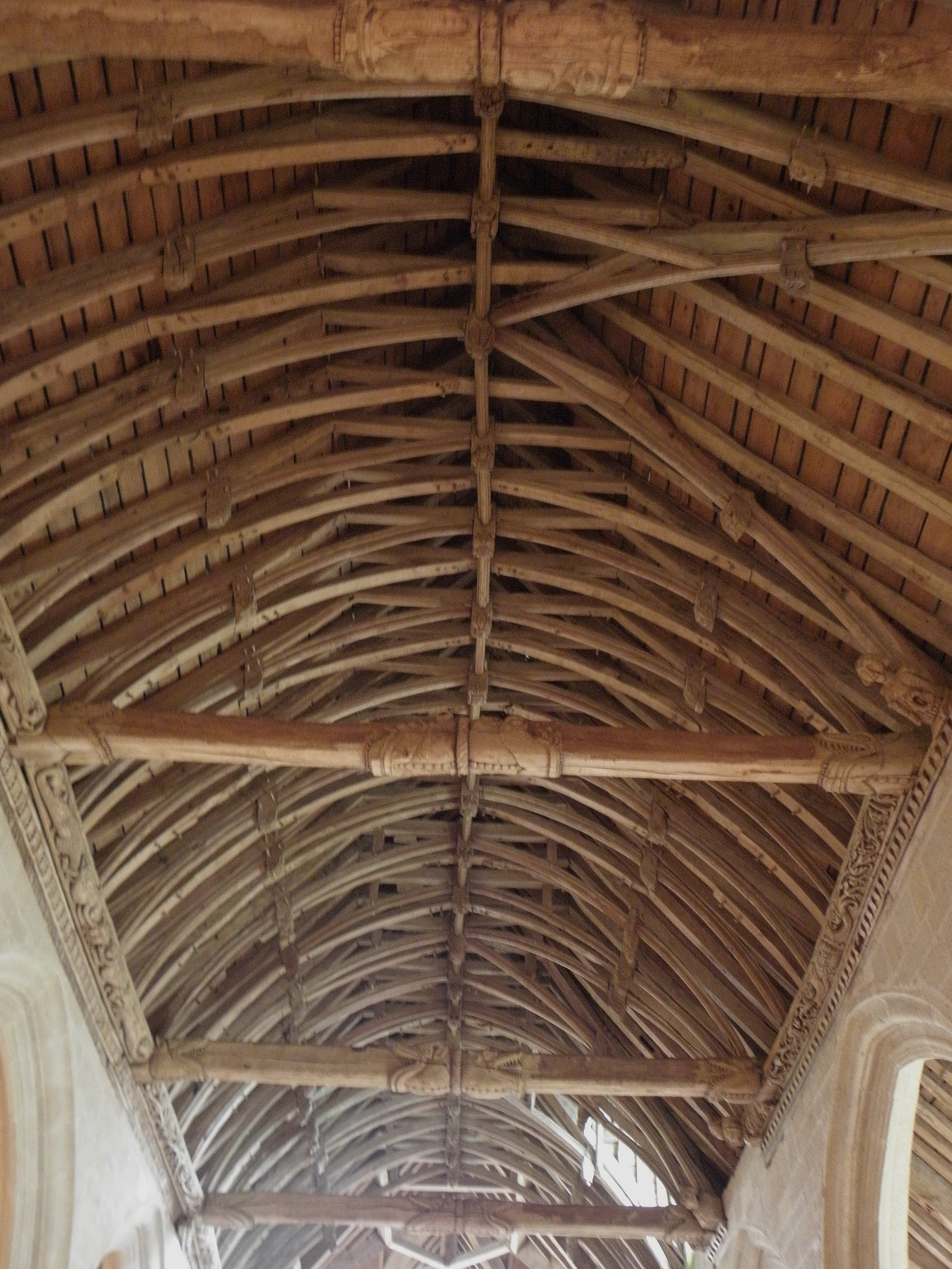
Saint-Nic : chapelle Saint-Côme-et-Saint-Damien, charpente de la nef.
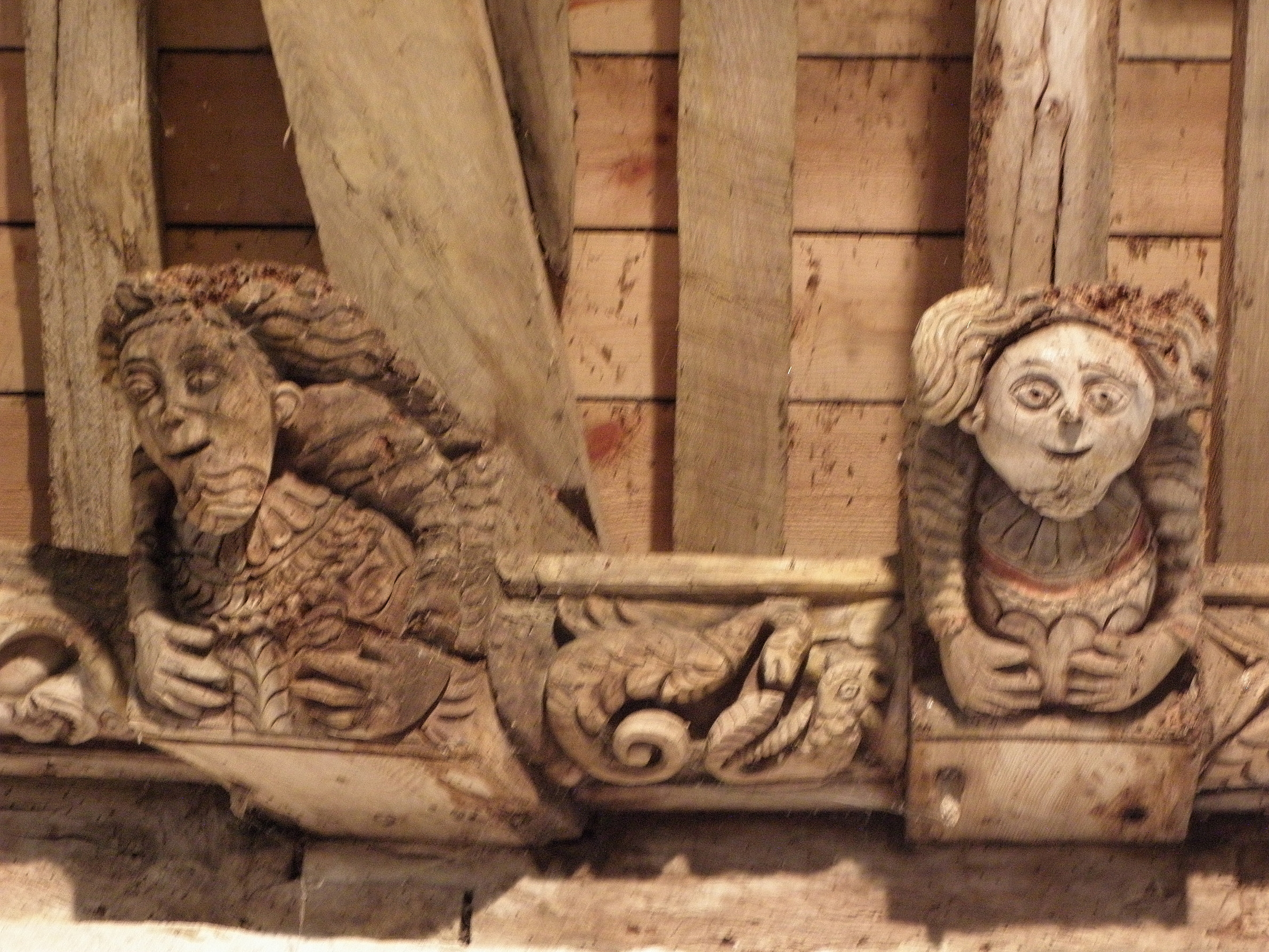
Saint-Nic : chapelle Saint-Côme-et-Saint-Damien, blochets et sablières du collatéral sud.
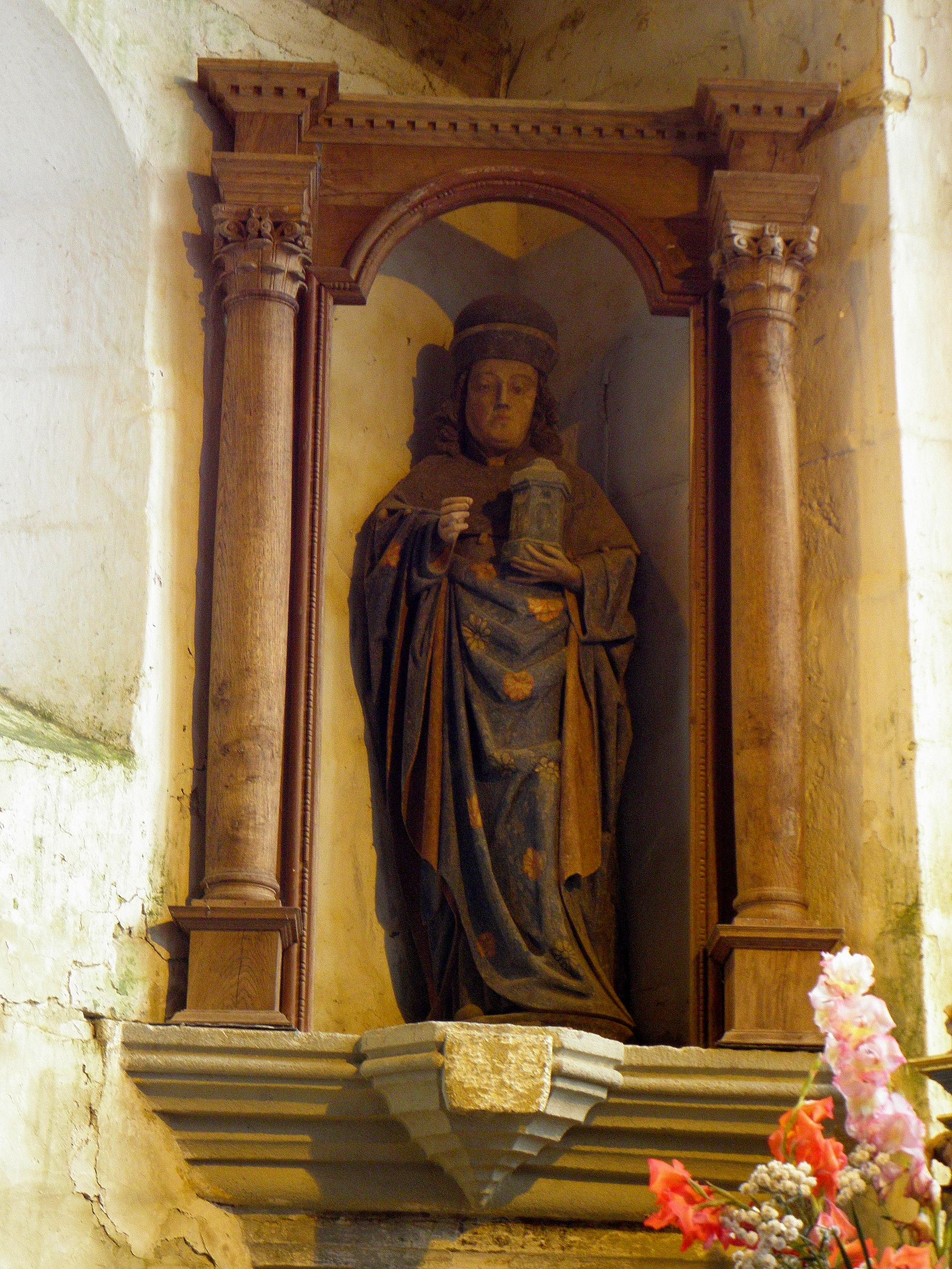
Saint-Nic : chapelle Saint-Côme-et-Saint-Damien, statue de saint Côme.
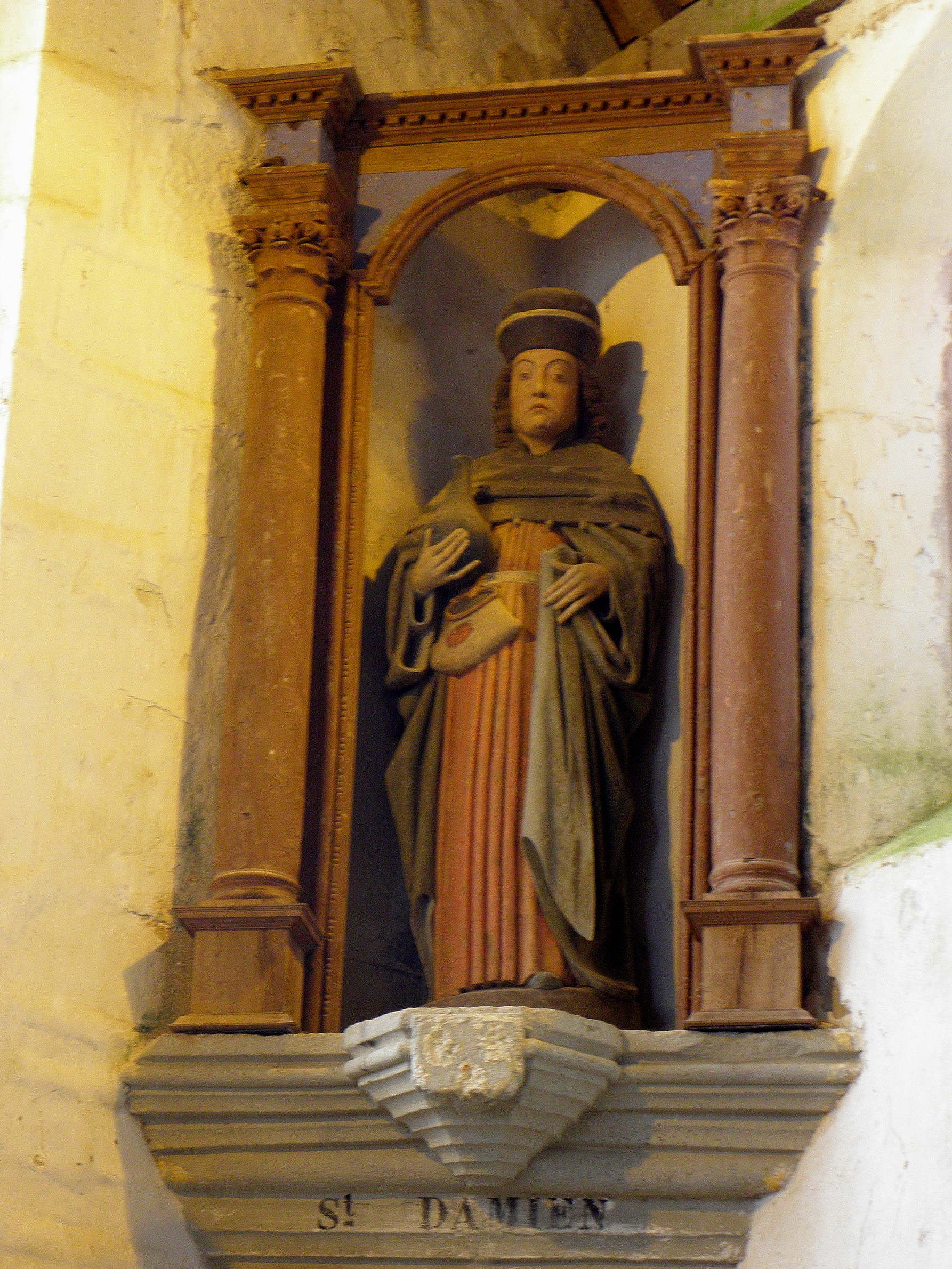
Saint-Nic : chapelle Saint-Côme-et-Saint-Damien, statue de saint Damien.

La fontaine Saint-Côme-et-Saint-Damien, fontaine sacrée, de style gothique, était réputée guérir les maux de tête (elle est désormais isolée au milieu des pâturages). La légende dit qu'en période de sécheresse, trois femmes prénommées "Marie", venues de trois directions différentes, devaient nettoyer ensemble la fontaine, sans mot dire, afin d'obtenir la pluie.

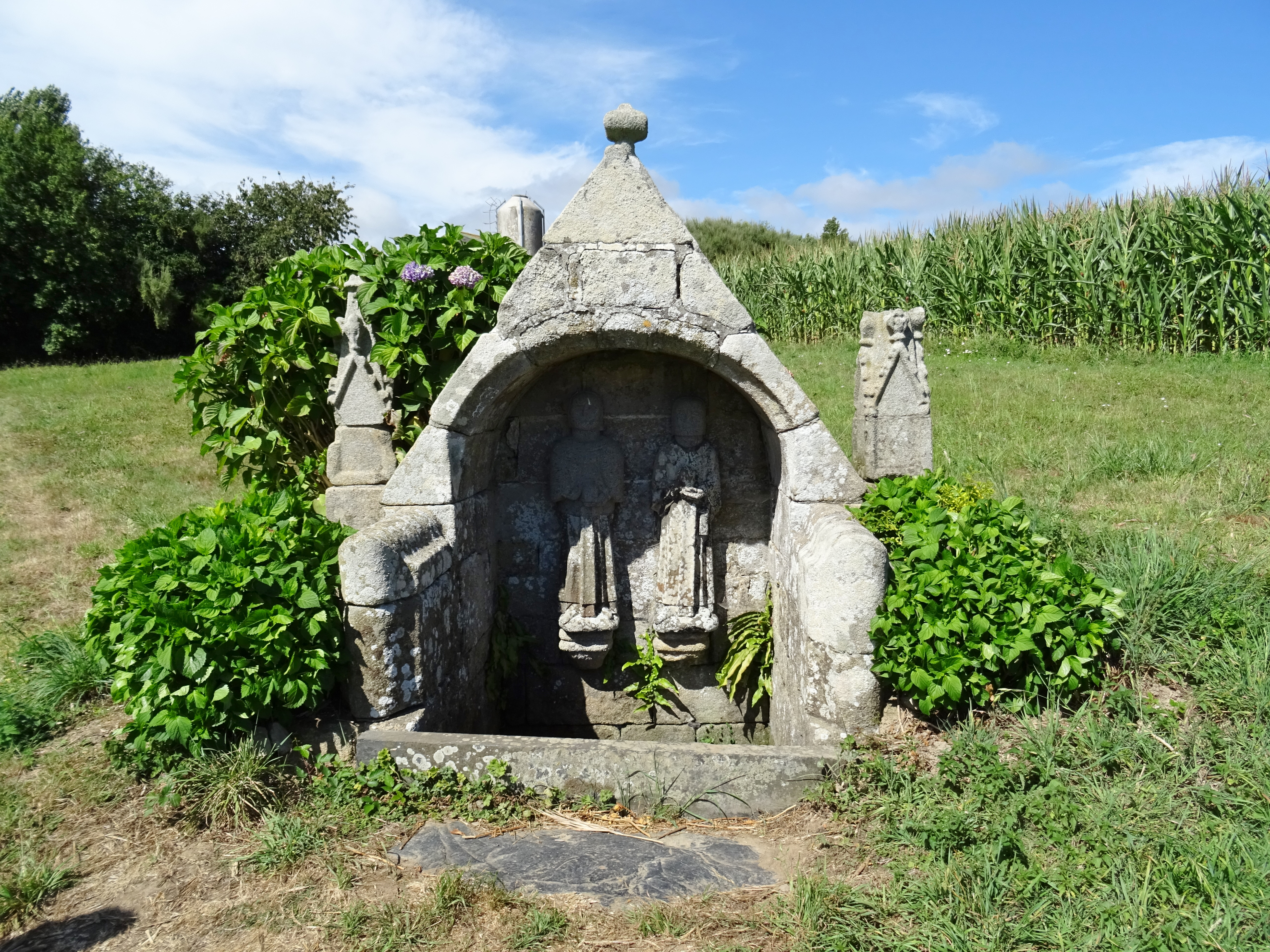
Fontaine Saint-Côme-et-Saint-Damien, vue d'ensemble.

- La chapelle Saint-Jean, qui date du XVIe siècle (mais remaniée au XVIIe siècle et restaurée en 1873), possède un petit clocher bosselé, de jolies portes gothiques et des fenêtres flamboyantes ; un calvaire datant de 1645 se trouve dans son enclos et une fontaine, située à proximité, porte la date de 1712[74].

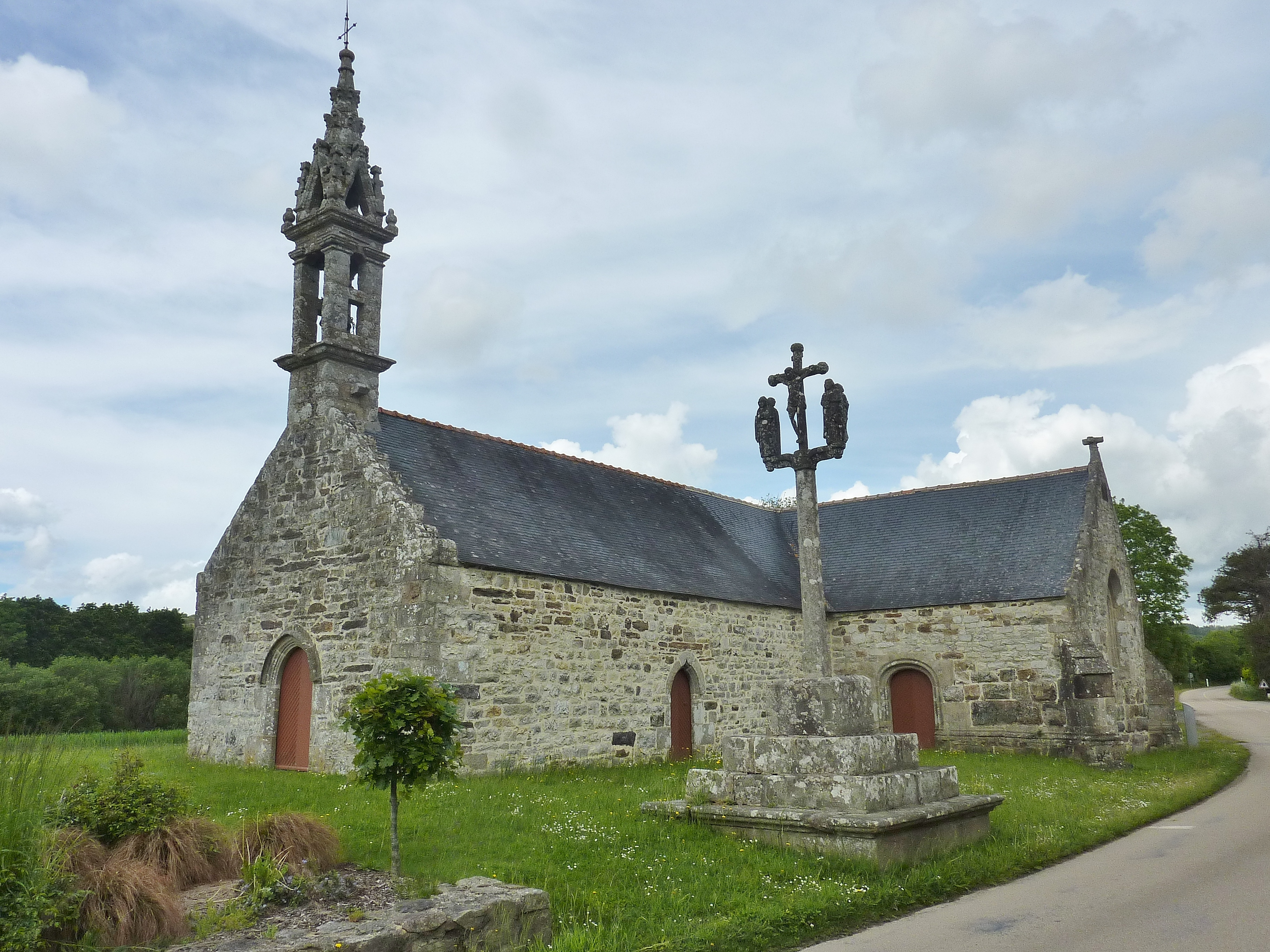
Saint-Nic : la chapelle Saint-Jean et son calvaire.

- La Chapelle-Neuve, qui se trouvait au pied du Ménez-Hom et était dédiée à Notre-Dame-de-Tous-Remèdes, a disparu peu après la Révolution française.

## Démographie
L'évolution du nombre d'habitants est connue à travers les recensements de la population effectués dans la commune depuis 1793. Pour les communes de moins de 10 000 habitants, une enquête de recensement portant sur toute la population est réalisée tous les cinq ans, les populations de référence des années intermédiaires étant quant à elles estimées par interpolation ou extrapolation. Pour la commune, le premier recensement exhaustif entrant dans le cadre du nouveau dispositif a été réalisé en 2005.
En 2022, la commune comptait 756 habitants, en évolution de −2,58 % par rapport à 2016 (Finistère : +2,16 %, France hors Mayotte : +2,11 %).
| 1793 | 1800 | 1806 | 1821 | 1831 | 1836 | 1841  | 1846  | 1851  |
| ---- | ---- | ---- | ---- | ---- | ---- | ----- | ----- | ----- |
| 797  | 768  | 771  | 911  | 927  | 989  | 1 106 | 1 134 | 1 187 |

| 1856  | 1861  | 1866  | 1872  | 1876  | 1881  | 1886  | 1891  | 1896  |
| ----- | ----- | ----- | ----- | ----- | ----- | ----- | ----- | ----- |
| 1 159 | 1 121 | 1 080 | 1 068 | 1 085 | 1 117 | 1 128 | 1 168 | 1 128 |

| 1901  | 1906  | 1911  | 1921  | 1926  | 1931  | 1936  | 1946  | 1954 |
| ----- | ----- | ----- | ----- | ----- | ----- | ----- | ----- | ---- |
| 1 101 | 1 200 | 1 193 | 1 121 | 1 128 | 1 096 | 1 070 | 1 074 | 980  |

| 1962 | 1968 | 1975 | 1982 | 1990 | 1999 | 2005 | 2006 | 2010 |
| ---- | ---- | ---- | ---- | ---- | ---- | ---- | ---- | ---- |
| 957  | 898  | 806  | 728  | 709  | 705  | 735  | 740  | 737  |

| 2015 | 2020 | 2022 | - | - | - | - | - | - |
| ---- | ---- | ---- | - | - | - | - | - | - |
| 774  | 754  | 756  | - | - | - | - | - | - |

## Plages
- Plage de Pentrez, la lieue de grève. En 2023 sur cette plage, les 10 et 11 juin, a lieu une manifestation aérienne caritative. Elle est organisée par l'association Sourire de mômes. La Patrouille de France a assuré pour l'occasion un spectacle aérien[79].
- Plage de Caméros, au-dessus de laquelle volent les parapentistes locaux.

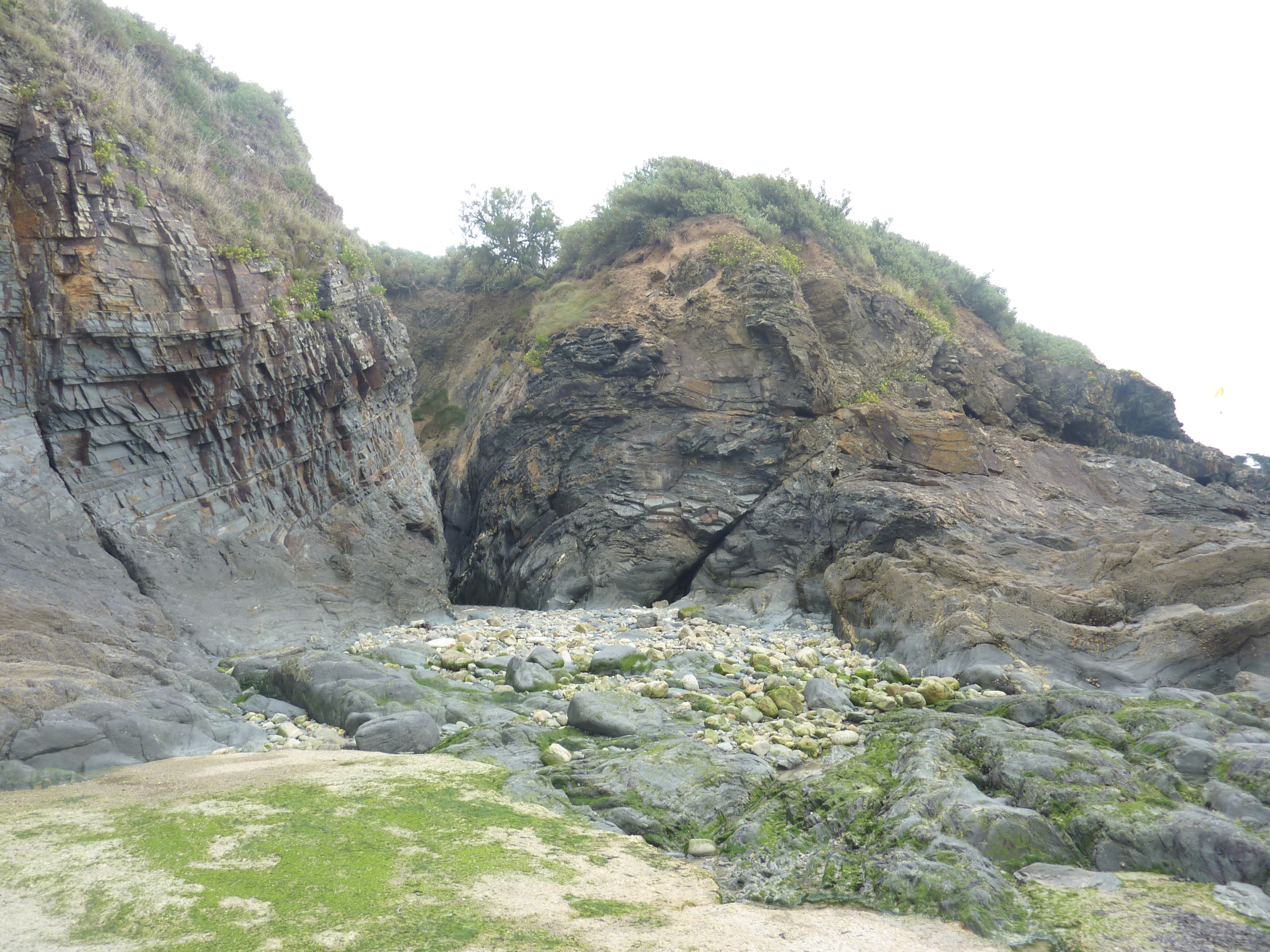
Anticlinal dans une falaise bordant la plage de Cameros.
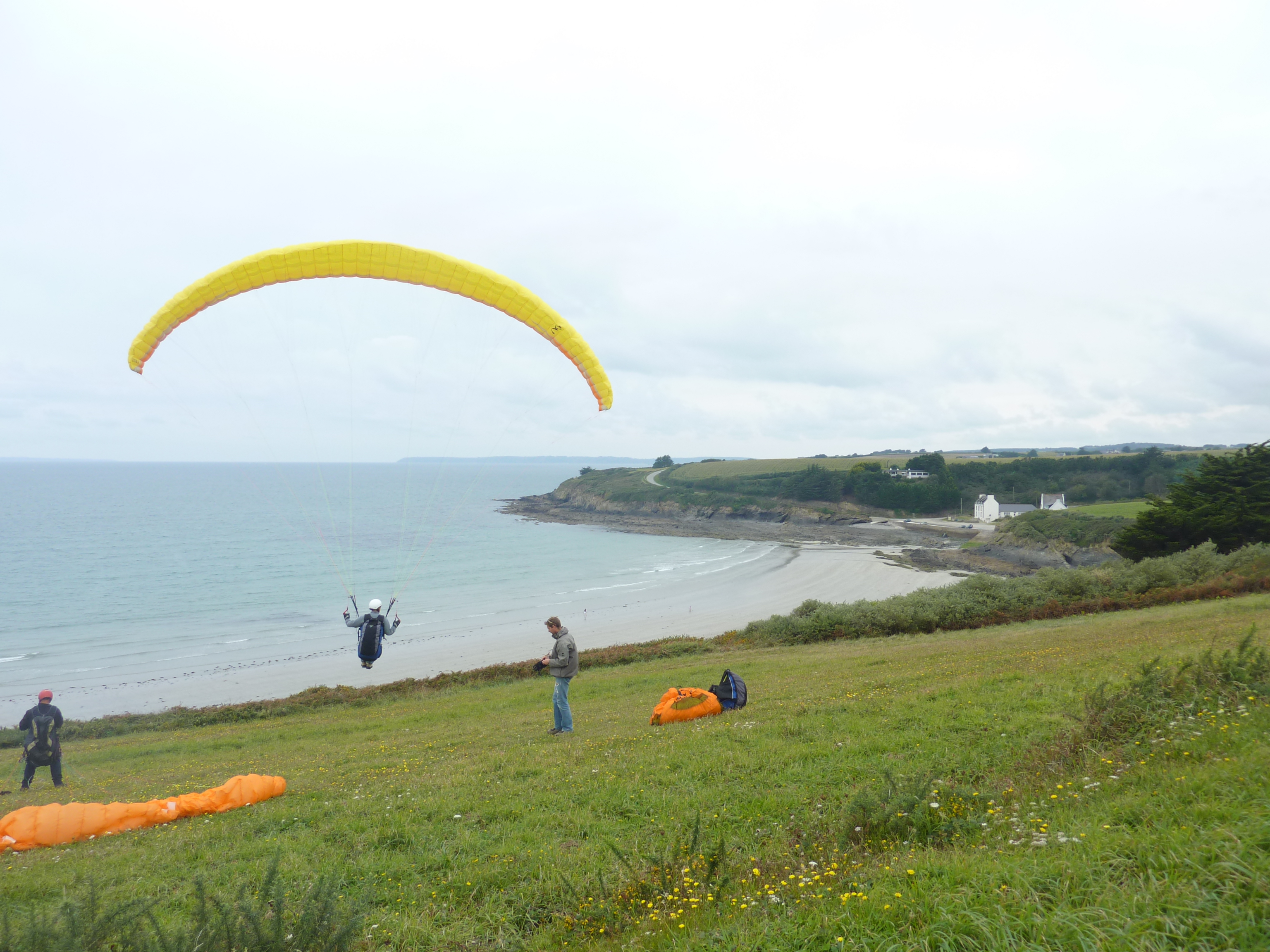
Saint-Nic : parapente près de Pentrez sur le site de Cameros.
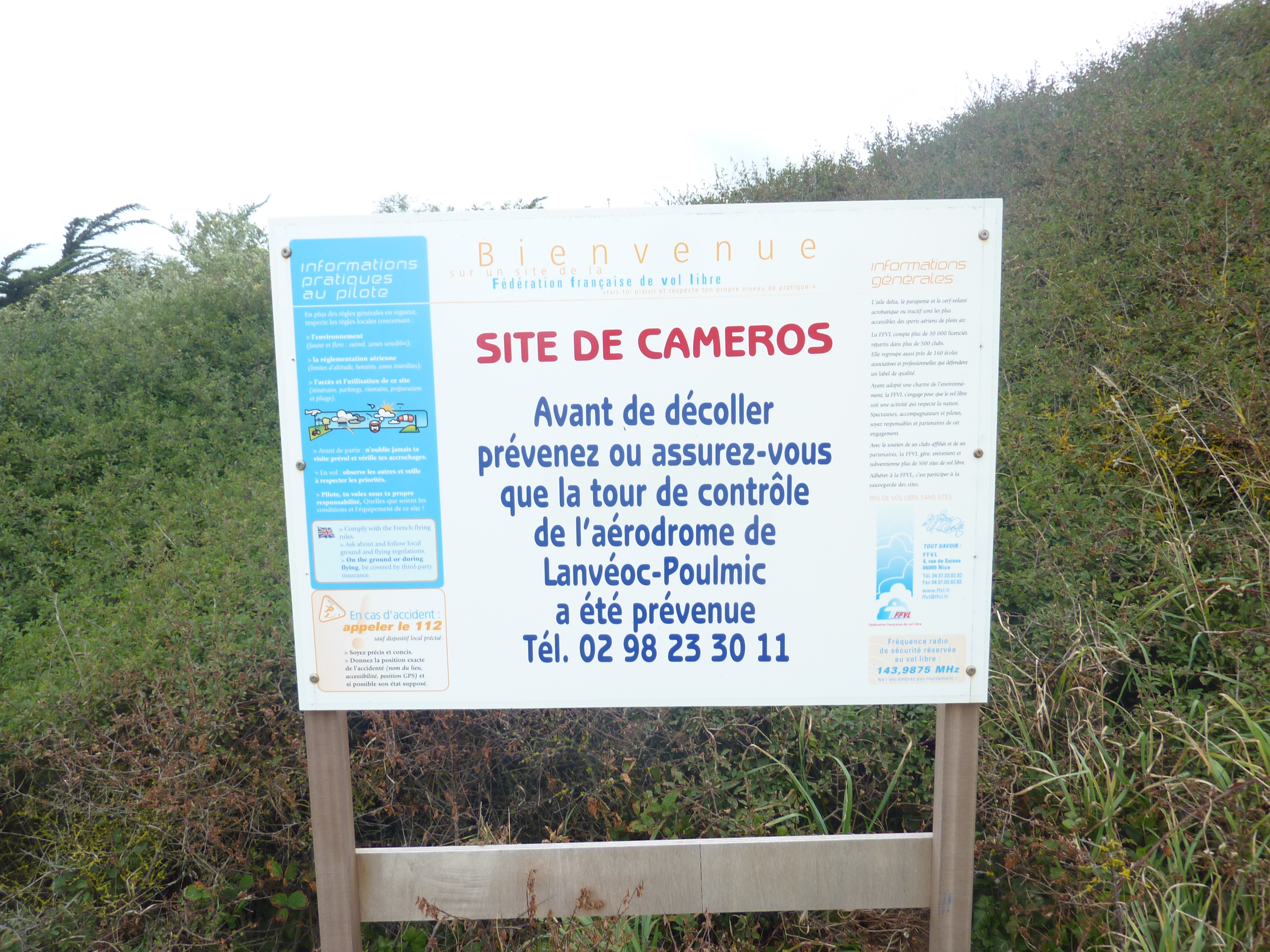
Panneau d'avertissement pour les parapentistes sur le site de Cameros.

## Tableaux
- Henry Moret : La moisson devant le clocher de Saint-Nic (huile sur toile, non daté, 60 × 74 cm, collection privée).
- Henri Rivière : La baie de Douarnenez, environs de Saint-Nic (dessin, 1912).
- Henri Rivière : Grève près de Pentrez (dessin, 1912).

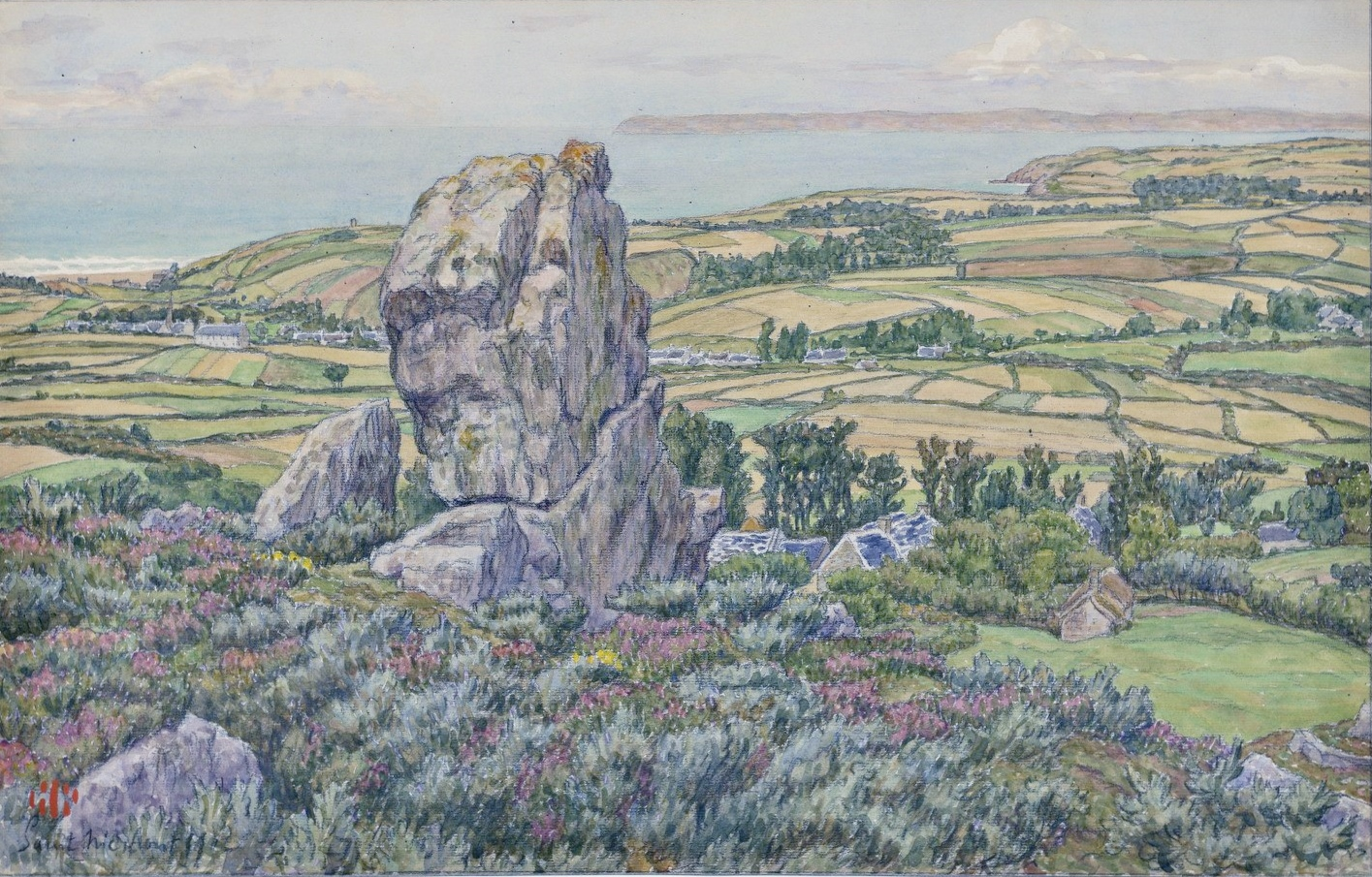
Henri Rivière : La baie de Douarnenez, environs de Saint-Nic (dessin, 1912).
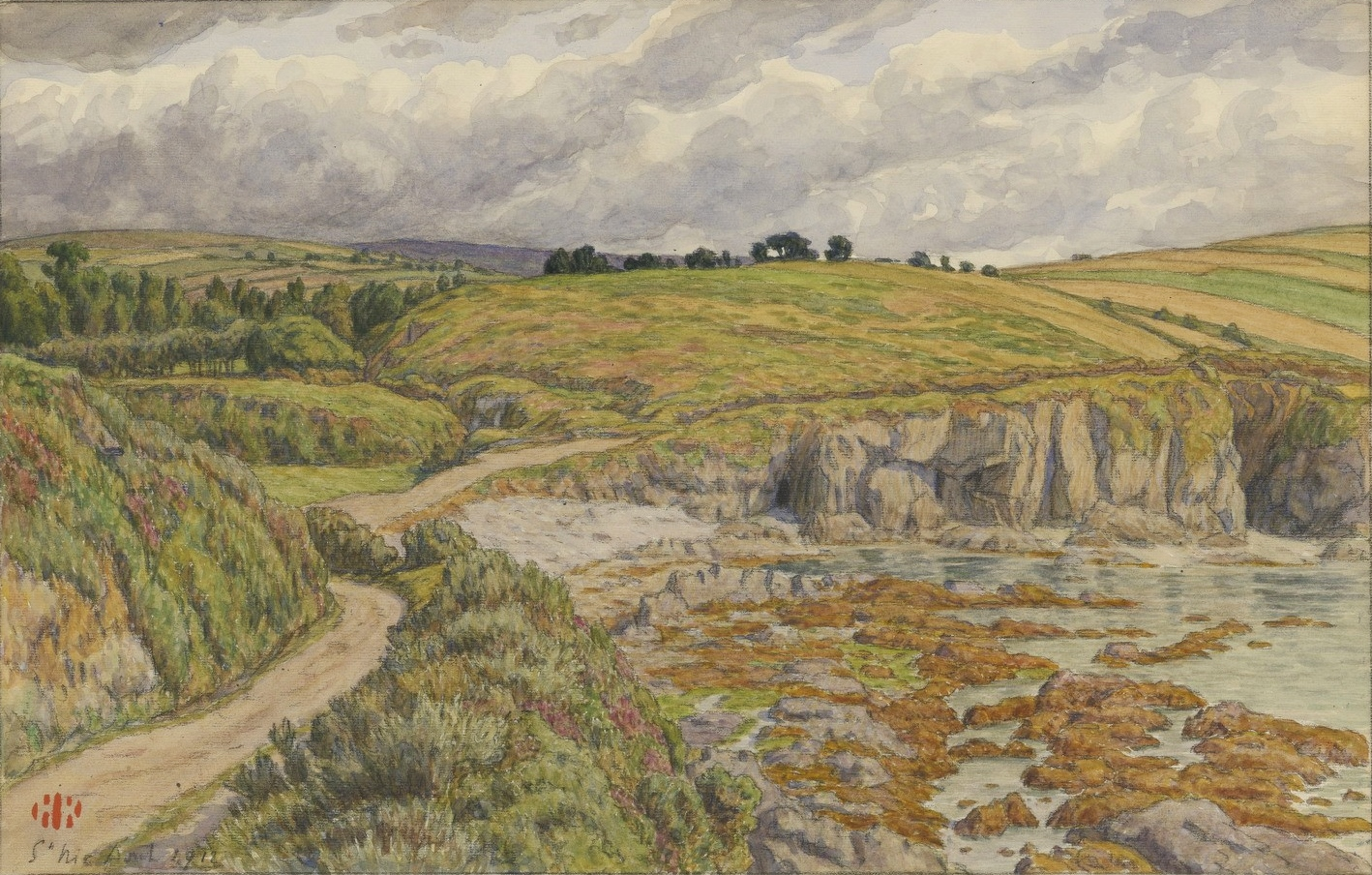
Henri Rivière : Grève près de Pentrez (dessin, 1912).

## Personnalités liées à la commune
- Anne-José Lemonnier (1958-2024), poétesse.
- Anne Péron (1908-2002), institutrice et poétesse.